# 松田純一
松田 純一（まつだ じゅんいち 1983年11月15日 - ）は、日本の作曲家、編曲家、旅人、音楽プロデューサー、クリエイティブ・ディレクター。大阪府高槻市出身。同志社大学文学部文化学科教育学専攻中退。

## 略歴
クラシック好きの両親のもと、3歳からヴァイオリンを習う。小学生の頃、小室哲哉に憧れ楽曲制作を始める。関西大倉高校特進コース在学中に株式会社アクシヴ（現・エイベックス・マネジメント）で小室哲哉のマネージャーをしていた伊東宏晃（エイベックス・マネジメント代表取締役社長 / 現・ワタナベエンターテインメント取締役）に見出され、専属作家になる。17歳で浜崎あゆみ『Endless sorrow（CMJKとの共作）』を編曲・当時最年少の編曲家としてデビュー。翌年浜崎あゆみ『Daybreak（CREA+D.A.Iとの共作）』を作曲。作曲家としてもスタート。映画『着信アリ』内で流れる着信音『死の着信メロディ』を作曲、21歳でフリーランス転向。2008年、制作事務所「ミリオネアヴァイブス」を設立。
2011年、自身が作曲を手掛けた『MAX!乙女心』を歌うSUPER☆GiRLSが第53回日本レコード大賞 新人賞を受賞。同年、劇伴を手掛けた映画『優しさと泪と』が第6回ラブストーリー映画祭 観客賞を受賞。
2014年以降メディアへの出演も積極的に行い、テレビ朝日「Musicる TV」企画「ミリオン連発音楽作家塾 第一期 May J.編」に講師として出演。
2015年に劇伴を手掛けた映画『丑刻ニ参ル』がドイツ第18回ハンブル日本映画祭（Japan Film Fest Hamburg）にて招待上映。
2018年に劇伴を手掛けた映画『我が名は理玖』がアメリカ「indieFEST」短編映画部門「Award of Excellence」を受賞、同作はアメリカ「Best Shorts Competition」にて「Social Justice」賞を受賞。
2020年、「日本の美」を国内外へ発信する日本博 文化庁採択公演『宇宙姫SORAHIME ～竹取物語より～』の音楽を手掛けている。テンセント・ミュージック・エンタテインメント（中国の多国籍テクノロジー・コングロマリット）より日本人初リリースとなる七穂（Qi Sui）のデビュー・アルバム「我是七穂」の多くの編曲を手がける。やなわらばーが歌う主題歌「おかえり（作編曲）」を手がけた琉球朝日放送制作ドラマ「パナウル王国物語」が日本民間放送連盟賞のテレビドラマ部門で優秀賞を受賞。
国連が定める2030年の未来のカタチSDGsを紹介するBS朝日「つながる絵本 for SDGs」のテーマ曲「essential 〜未来エール〜」を手がけている。
2021年、ヴァイオリニスト・相知明日香とタッグを組み、新時代のクラシック音楽を届けるべく、JTBクルーズや民間放送教育協会制作『日本のチカラ』、TV-CM、YouTubeなど多くの楽曲を手がけている。七穂（Qi Sui）が歌う「新起点（中山邦夫との共作）」が中国で7億人以上のユーザーに利用されているQQ音楽で、デイリー1位を獲得。
2022年、Spotifyと吉本興業が独占配信するオリジナル・ポッドキャスト番組『聴漫才』のテーマ曲をトニーフランクと共に担当。TEAM EXPO 2025・道頓堀盆おどりインターナショナル2022「夢洲音頭〜大阪・関西万博応援音頭〜」の作曲・編曲を担当。打ち上げ数国内最大45000発の花火と800機のドローンショーによる『LET'S GO!万博2025 夢洲超花火』の音楽を担当。Event Marketing Awards ASIA において「Best Use of Technology」部門で 『夢洲超花火』 がシルバー賞を受賞。

2023年以降、インドネシアなど海外に進出する企業、香りの世界共通データストリーミングサービスを提供する「Horizon株式会社（代表・ニイエンツゥオツァイ）」のアンバサダーに就任。

KAMITSUBAKI STUDIOの春猿火や花譜、ディー・エル・イーなどバーチャルアーティストとの活動も密に継続し、東京と大阪に加え、活動拠点をグローバルに展開、世界30ヵ国以上を渡航し、EXPOをはじめとする多角的な視点から制作を行っている。

東京アメリカンクラブでの着物デザイナーの紫藤尚世や5大ファッション・ウィークの「Rakuten Fashion Week TOKYO」での meagratia《関根隆文》など、ファッションアパレル業界とのコラボレーションも多岐に渡る。

## 人物
ポンキッキーズのムックの声優として知られる松田重治は伯従父にあたる。

学生時代は女性モデルの高山都、ヴィジュアル系ギタリストのYoshito.Kと共に、音楽ユニット『ラヴピ』として活動していた。

加えて、アシックス 、エイチ・アイ・エス、ピーチ・ジョン、フジッコ、タカラトミー、イトーヨーカ堂、キューピー、JTB、RAC/日本航空（JAL）、サンリオ、USJ 、三井住友、NTTなど、日本の大手企業のCMや音楽を担当している。

## 作品

### 作曲
- 浜崎あゆみ「Daybreak（CREA + D.A.Iとの共作）」
- 着信アリ「死の着信メロディ」「I love mom...」
- SUPER☆GiRLS「MAX!乙女心」「女子力←パラダイス」「南風パヤパヤ」「シアワセワンダーランド」「夢中マテリアル」「NIJIIROロード☆」
- 乃木坂46「やさしさなら間に合ってる」
- ラストアイドル2期生アンダー「サブリミナル作戦」
- 春猿火（バーチャルラップシンガー）「身空歌（MILKEYとの共作）」「巫女（MILKEYとの共作）」
- V.W.P「感情（MILKEYとの共作）」
- BOYS AND MEN「花道ゴージャス【from YanKee5】（綿貫正顕との共作）」
- iDOL Street All Members「明日へSTEP!」
- Dream5「キラキラ Every day」「I★my★me★mine」「じゃんけんPON!」
- SDN48「おねだりシャンパン」
- 島谷ひとみ「やぶれかぶれ（古屋美和との共作）」
- 宇野実彩子（AAA）& 児嶋一哉（アンジャッシュ）「なろうよ（古屋美和との共作）」
- 矢島美容室（とんねるず × DJ OZMA）「映画みたいな恋したい」
- Do As Infinity「Always（Eric Rodriguezとの共作）」
- flavor「LOVE∞無限大」
- マーク・パンサー「LOVE COTNROL feat.LILY&MADDY（マーク・パンサーとの共作）」
- 姫トランス「Voyager / Ari」

### 編曲
- 浜崎あゆみ「Endless sorrow（CMJKとの共作）」
- 愛内里菜
  - 「DELIGHT（井内舞子との共作）」「TRIP」「I believe you 〜愛の花〜 -Bouquet of Love version-」「さくら色」「GIFT」
- やなわらばー
  - 「君が背負っているもの」「君がいるから」「雨があがる前に」
- 前田大翔「Don't leave my side」
- 七穂（Qi Sui）
  - 「莫名其妙愛上你 Fell In Love With You Ridiculously」「慢慢」「想太多」「童话」「每天爱你多一些」「秋意浓」「TikTak～JapaneseVer～」「TikTak～ChineseVer～」「天空里潜水的鱼 feat MOS」「七个音符的距离〜SevenNotes〜」「安静〜Japanese Ver.〜」「七个音符的距离〜SevenNotes〜piano ver.」
- 風弦
  - 「忘れない」「夏の日記」「river-涙-」「会いたいよ」「飛び出してHighway」「わがまま」
- トニーフランク「聴漫才のテーマ」
- Sonar Pocket「願い星 (Classical ver.)」
- S.T.O @JAM期間限定ユニット2020《里仲菜月(Task have Fun）, 竹越くるみ（Devil ANTHEM.）, 小野寺梓（真っ白なキャンバス）》「CROSSROAD」
- 船木結（アンジュルム）「大阪で生まれた女（Hello! Project 2020 Summer COVERS 〜The Ballad）」
- 岸本ゆめの（つばきファクトリー）「大阪で生まれた女（Hello! Project 2020 Autumn ～The Ballad～ Extra Number）」
- 愛乙女★DOLL「カレンダーガール」
- UP's COLLEGE from アイカレ「Shout it」
- 小桃音まい「♥Magic Kiss♥」
- PINK CRES.「Sweet Girl's Night」
- ちく☆たむ「それ、ちょうだい」
- JK21「みゃー」「雨のちハレルヤ」「こんなに好きになるなんて」
- Jumpingkiss「わがままチーク」
- 西川怜伽
  - 「愛」「Believe in yourself」「愛（Winter Version）」「Believe in yourself（Winter Version）」
- 上海太郎舞踏公司B（元劇団そとばこまち）「交響曲第40番〜渚にしやがれ」
- 天月-あまつき-「星月夜（舞台『幻の城～戦国の美しき狂気～』）」
- 矢部昌暉（DISH//）「誓い（舞台『暁のヨナ～緋色の宿命編～』）」
- Candy Boy (トータルエンターテインメント集団)「コーヒーポット・ロマンティカ」
- KANG DAHYUN「オヌルンド」
- 白石乃梨「Baby Doll」「no more cry」「Step up again」
- さぁさ「ロンリーデイズ」
- スパークリング☆ポイント「恋の1,2,3」
- トーンジュエル「バスきっぷ」
- Ring-Trip
  - 「カラフルdays（田中慧吾との共作）」「青春サイダー（田中慧吾との共作）」
- 北村來嶺彩
  - 「loveソング」「butterfly」「your star」「I do not know it」「welcome」「それでもいいんだ」「seems to good-bye」「名無し星」「アオハル」「窒息」「遥か彼方」「Don't give up‼︎」「夜に咲け」「愛しい貴方へのご提案」「赤い糸」
- HONEY SAC
  - 「落花スライダー」「しょうがないじゃん」「Forget」「fellow feeling」「memory」「Fighting Girl!」「2.remain」「Replay」「パラレルサーフ」「3-2-1」「空からのメッセージ」「僕と君と君の待つ町」
- PiGU
  - 「前向きちっとぼっち」「Loved You True」「Bye Bye Honey」「宇宙に願いを（綿貫正顕との共作）」「Resurrection Code（綿貫正顕との共作）」「ハート侵略投げキッちゅ♡」「開いた窓から連れ出して」
- No Surprises「SLHWAMB」
- REBEL REBEL「SLHWAMB」「トランジスタ・ラジオ」
- Cecil「前向きちっとぼっち 2021」
- EVERYTHING IS WONDER「前向きちっとぼっち 2021」
- flavor「Alice」
- RION「レノ丸のうた（レノファ山口・レノ丸のテーマソング）」「Vivid!!（日本リズムダンス連盟公式）」
- Barbee「Promise」
- M'S GIRL「Diamond〜永遠の輝石〜」
- 彩羽真矢「彩の羽はばたけ真っすぐに矢のごとく～2016～」（ミュージック・カード）
- 吉沢明歩「大人の片思い。」
- VITCHVITCH from BRW108「ハダカDE☆OH!サマー」（篠山紀信プロデュース）
- 泉伶「Lapis Lazuli【Solar ecllipse version】（Ultra Violetとして参加）」
- Veil ∞ Lia「赤い約束 ～Fascinated Track～（Ultra Violetとして参加）」
- KID-RYO「NEW LIFE feat.FU-KO〔BARNA☆SISTER〕」
- ZERO「ZERO STORY」
- 安本豊「bevitore」「テイタイキ」「回遊魚」「2/3の純情な感情」「自己紹介」
- 藤田悠也「アオイロ」
- 當眞健司「Here is the START」「I Stand by your side」「Diamond」「何度でも」
- 西岡秀記
  - 「不滅の絆（航空母艦『瑞鶴』・追悼イメージソング）」「追憶」「陽があたる場所」「tsu…tsu…tsu…情熱!」（キングレコード）「いつまでも、いつの日か、いつの日も（アルバム）」「君が人生の刻（アルバム）」「境界線上の愛の詩（アルバム）」「Treasure（アルバム）」
- 嘉門タツオ「So-ja!パンわーるどの歌」
- フラ女将「夢花涙雨―フラ女将の唄」
- 日浦孝則
  - 「サヨナラ」「輝きの向こうに消えた夏」「歳月」「You and Me」「September Stranger」「愛にはぐれないように」

### 作曲・編曲
- 相知明日香
  - 「Daydream（相知明日香との共作）」
  - 「OCEANS OF LOVE（JTB「いい船旅プロジェクト」テーマ曲）」
  - 「SPRING UP! ~ヴィヴァルディ「四季」春より~」
  - 「HAPPINESS ~パッヘルベル「カノン」より~」
  - 「Champagne Paganini ~パガニーニ「24のカプリース」第24番より~」
  - 「Sunflower ~エドワード・エルガー「愛の挨拶」より~」
  - 「Uh! Mambo Summer! ~エドワード・エルガー「威風堂々」より~（相知明日香との共作）」
  - 「COSMOPOLITAN 〜ブラームス「ハンガリー舞曲」第5番より〜」
  - 「Sweet Witch 〜サン・サーンス「白鳥」より〜」
  - 「Kaze（相知明日香との共作）」
  - 「The Mirage 〜モーツァルト「トルコ行進曲」より〜」
  - 「One Life」「虹の予感」「Bernadette 〜バッハ「G線上のアリア」より〜」
  - 「IT'S TIME TO BEGIN 〜ヨハン・シュトラウス1世「ラデツキー行進曲」より〜」「Botanical Garden 〜ラヴェル「ボレロ」より〜」
  - 「Celebration! 〜ベートーヴェン交響曲第九番「第九」より〜」
  - 「Captain Sunshine 〜モーツァルト「アイネクライネナハトムジーク」より〜（相知 明日香との共作）」
  - 「Midnight River 〜ドヴォルザーク「ユーモレスク」より〜」
  - 「New breeze, New journey 〜ショパン「ノクターンOp.9-2」より〜」
  - 「GOOD LUCK TO YOU 〜クライスラー「美しきロスマリン」より〜」
  - 「You are loved」
  - 「WORLD PARADE（相知明日香との共作）」
  - 「Rosy（相知明日香との共作）」
- Natalia D「I Could Die for Love（Natalia D, エリック・ロドリゲスとの共作）」
- サムライブクインダム「乱世 the Survivor（堀川りょう x 呂布カルマ）」「MANI MANI（MILKEYとの共作）」「カブいて My road（MILKEYとの共作）」「KIZUNAブシ（MILKEYとの共作）*703号室」「正々堂々Life」「Non Non 弱気 Yes Yes いくでござる！」
- 春猿火（バーチャルラップシンガー）「Starcloud（MILKEYとの共作）」「中間地点（MILKEYとの共作）」「Wind walker（MILKEYとの共作）」
- 花譜x春猿火（バーチャルラップシンガー）「夢魔（MILKEYとの共作）」
- 花譜「カルぺ・ディエム（MILKEYとの共作）」
- アイカツフレンズ!
  - 「窓-ココロ-ひらこう（藤末樹との共作）【あいね from BEST FRIENDS!（松永あかね）】」
- TrySail「primary」
- BOYS AND MEN「どんとこいやー（綿貫正顕との共作）」
- JOHNNYS' King & Prince IsLAND「願い…永遠に」
- UK（정영욱）「CHECKMATE」「君と見る世界は綺麗だ」
- やなわらばー「おかえり」
- 東里「ブーゲンビリアの道（東里との共作）」「美ら星の歌」
- 七穂（Qi Sui）「新起点（中山邦夫との共作）」「形状（中山邦夫との共作）」
- 小桃音まい「Merry（Yoshito.Kとの共作）」
- JK21「アフタースクール（小松健祐との共作）」
- 愛乙女★DOLL「Heatup Dreamer（Eric Rodriguezとの共作）」
- アジアツインズ 光と風Hi-Fu「初めての愛のプレゼント」「時代の鳥」
- 8/pLanet!!.
  - 「ファンタジア（古屋美和との共作）」「Lovely Summer」「Twinkle Snow」
- IDOL FANTASY -アイドルファンタジー-（スクウェア・エニックス）
  - 「REALxFANTASY【ALEX Knights】」「極彩色ZIPANG（古屋美和との共作）【神祇-JINGI-】」「視線＝プリズム【ALEX Knights】」
- 煌めき☆アンフォレント
  - 「運命√ビックバン」「SE（運命√ビックバン）」「SE 2017（Buildup）」「太陽✡INVADER」「地球(BLUE SHINE EDEN) SHOOTING STAR」「SE（地球(BLUE SHINE EDEN) SHOOTING STAR）」「SE 2020（Buildup）」「新宇宙(フロンティア)±ワープドライブ」「SE 2021（StarshineDeparture）」
- ハニースパイスRe.「Re. Quest Love」「SE 2021」
- 綺星★フィオレナード「Shu★parklinG!!×Ⅱ」「SE 2021」
- 月宵◇クレシェンテ（台湾）「SE 2021」「Not a full moon...」「瞬移≪プロミスユー」「I knew LUNA☆TIC！」
- 末永香乃（タイ）「SolaSeed♪StarLine」「登場SE 2023」「MM:Rainbow〜Melts Moonlight rainbow〜」
- 夜宙☆Shinew'「登場SE 2023」
- 彗星♩dropTune°「登場SE 2023」
- 輝星 Cosμ'n. （タイ）
- LOVE♡STAR☆COSMIC「かわぴよらんど♪こんにちは♡」
- ぷりんせす♡たいむ「Sparky…」
- 星紗也華「ラスター」
- 谷麻由里「登場SE 2023」「今宵PartyParty」
- 三代目KONAMON「クウネルガンバ」
- まりえ(35)
  - 「MOROBITOKOZORITE」「碧〜Naked Birds〜（綿貫正顕との共作）」「Sleeping Beauty ROSE（古屋美和との共作）」「Eternal ambition」
- minAmin
  - 「vitamin charger」「MINAMIN WORLD」「ini mini mani moo（綿貫正顕との共作）」「愛の奇跡（古屋美和との共作）」
- Jeanne Maria
  - 「奇跡のカケラ（小松健祐, 綿貫正顕との共作）」「KAKU-YOU（小松健祐, 綿貫正顕との共作）」「Revolution!!（小松健祐との共作）」
- NEO BREAK「流星Fighter（小松健祐との共作）」
- JOY VAN CREW
  - 「キスをやめないで」「PLAY NOW!」「なめんじゃねえ（綿貫正顕との共作）」「愛を今、叫ぼう。（古屋美和との共作）」「JOKER」「運命コンティニュー」
- L★Rock BAB
  - 「messiah（古屋美和との共作）」「チルド（綿貫正顕との共作）」
- 偶像未来少女パストリープス
  - 「Past Leap's（小松健祐との共作）」「君の声で叫べ（小松健祐との共作」
- 渡部優衣（星のオトメ歌劇団）「happy*smile*angel（藤末樹との共作）」
- 負け犬とクズ「最高Death☆」
- PiGU
  - 「illusion illusion」「Strong Lovers（平安慶丞との共作）」「ままままじっくぽっぷ（平安慶丞との共作）」
- No Surprises「GET UP」
- REBEL REBEL
  - 「Change Your Mind」「月夜狂詩曲」「illusion illusion 2021」「Strong Lovers 2021（平安慶丞との共作）」「GET UP」「Mixed Emotions」「Hate you＝Want you」「Pain In My Heart」「BABY EVERYTHING」「なんだっていいんだYO」「哀しまないで Journey」「Dance,Into the night」
- EVERYTHING IS WONDER
  - 「Sense of Wonder」「Journey」
- ギアチェンNAO
  - 「FULL-THROTTLE!!!」「太陽のロジスティクス」「気愛100%」「愛のタコグラフ」
- Yenガール「Destiny2009」
- シリタガールズ「アラサーでララバイ」
- HONEY SAC「MJ（～introduction～）」
- 西川怜伽「TAKE OFF ON（上田起士との共作）」
- 白石乃梨「～opening interlude～」
- flavor
  - 「コイマチ（小松健祐との共作）」「No.1 スター（小松健祐との共作）」
- 神戸flavor「バナナジュース（古屋美和との共作）」
- HerRo*2「Hello -New World-」「どっち？」
- M・A・O「Me-Chu-Pa-La」
- VIVAJO8「VIVA JOY」「Aceを狙え!!（古屋美和との共作）」「ブラッドライン」
- Cheer Zelop!「オーエス!!（小松健祐との共作）」
- なちゅらリウム.vivid
  - 「ギンギラハートの数え唄（小松健祐との共作）」「ダイジョウV（小松健祐との共作）」
- buttёrfly.ねっと「踊るリビドー（小松健祐との共作）」
- 高山都「Twinkle☆Stars...」（配信リリース）
- 妃那マリカ「I Gotta Feel Me ♡」
- 彩羽真矢「LEGEND」「HAPPY BIRTHDAY」「祭～MATSURI～」「Solfège」「Belief」
- U水（彩羽真矢 × 汐月しゅう）「運命（ANGEL）あるいは革命（DEVIL）となづけた新世界（DAYDREAM）」「REQUIEM」
- Nori & Tae「コイバナ」「Friends of Mine」「Let It Know」（配信リリース）
- 桜井莉菜（小悪魔ageha）「ANGEL」「3AM」「汚れた天使」
- 吉沢明歩「チュッ!チュッ!（Eric Rodriguez, MIMiiとの共作）」
- Mizuho
  - 「扉ひらいて、ふたり未来へ」（Ultra Violet名義）
  - 「扉ひらいて、ふたり未来へ ～ballad of arterial～」（Ultra Violet名義）
- Go.X（박일곤 + JK）「空遠」「Line」「You're my...（古屋美和との共作）」「Without you（Eric Rodriguezとの共作）」「ハローグッバイ」（日本版デビューアルバム）
- BLACKSWAN
  - 「Born this Love」「No.5（BLACKSWANとの共作）」「Just for you（BLACKSWANとの共作）」「言えないままで...（BLACKSWANとの共作）」「U&ME（BLACKSWANとの共作）」
- 田頭沙希「sparkle」「ただ前へ」
- なすお☆
  - 「サマーマーメイド」「きらきら（AACHIとの共作）」「うそつきピエロ（古屋美和との共作）」
- 大上留利子「砂遊び」
- MISPRO

### 作詞・作曲・編曲
- アイドルカレッジ「ビーマイ☆ゾンビ（上田起士との共作詞）」
- 島谷ひとみ「ICheckしよう」
- littlemore.「青春の1ページ（上田起士との共作詞）」
- HerRo*2「wktk（上田起士との共作詞）（古屋美和との共作）」
- 森下華奈子「ロケットモンスター」「可憐にHigh Five」「わたしとキミの夢」
- りんかれん「週末返上↑ジェネレーション」
- B少女戦士・ゴーファイガー「ゴーファイガー（小松健祐との共作）」
- TAKE OFF「なのに・・・」
- しがせいこ WITH オクトパス8「オーマイTACCO」（配信リリース）
- A・G・E「KABKI 〜きらきらシャンパンナイト〜」
- HONEY SAC「friends」

### リミックス
- AAA「Get or Lose（4SKIPS vs. B.R.G Remix）」
- 倖田來未
  - 「恋のつぼみ [Shohei Matsumoto Remix]」「1000の言葉 [Shohei Matsumoto & Junichi Matsuda Remix]」「愛証 [Shohei Matsumoto & Junichi Matsuda Remix]」「NO TRICKS [Shohei Matsumoto & Junichi Matsuda Remix] 」「One more time, One more chance[Shohei Matsumoto & Junichi Matsuda Remix]」
- 長澤奈央「言葉≦気持ち ∴言葉にするコトよりも伝えたい 4SKIPS vs.B.R.G Remix」
- 白石乃梨「Like me Remix」
- 森摩耶「桜色舞うころ 【4SKIPS vs B.R.G】」
- 宮城舞 + 井伊美咲「ラムのラブソング」（DJ TORAプロデュース）
- 井伊美咲「魔法使いサリー」（DJ TORAプロデュース）
- TSUKASA「MERMAID -MISSA DA REQUIEM REMIX-」
- HOUSE NATION 3rd Anniversary
  - 「Seasons Of Love (Prog5, Sunset In Ibiza, DJ OMKT, Caramel Pod, DJ KANBE's Original Mix) / HOUSE NATION Musical」
- 姫トランス
  - 「崖の上のポニョ / Gavin feat. Aya with じゃがいも公爵」「射手座☆午後九時 Don't Be late / B.R.G feat. Missie」
- ホストランス2「Russian Roulette feat. じゃがいも公爵 & Missie」（配信リリース）
- アニメ『ちびまる子ちゃん』
  - 「うれしい予感【Shohei Matsumoto Mix】」「あっけにとられた時のうた【4SKIPS VS BRG】」
- アニメ『うんこさん-ツイてる人にしか見えない妖精-』
  - 「うんとこサンバ〜幸せになるハッピートランスバージョン」

### ストリングスアレンジ
- bump.y「2人の星～離れていても～」
- インリン・オブ・ジョイトイ「ボレロ（ニューリン様・ミックス）」
- カミタミカ「春紅」
- 渡部優衣（星のオトメ歌劇団）「Secret Melody」
- アニメ『THE IDOLM@STER』「1,2,3」
- SNH48「夜乃終焉」
- 奥城崎シーサイドホテル「風のドライヴ」*Yammy

### 歌謡曲
- 春奈佑果「いずみの国生まれコダイくんロマンちゃん（編曲）」
- 道越裕海「ジャポネーゼ」
- 道越裕海・田中誠太「きづなみち」
- BION
  - 「エイジアの薔薇」「SEA SIDE BLUE」「宴前」「TSUNAGO」「make it」「赤•裸•々パレット」「Heartland」「ハートでSWING」「罠∞罠（編曲）」「Hit me!」「愛がなきゃ」「様様」「猫戯し」
- 天地一人「さすらいの男」「親子酒」
- おかむらゆり
  - 「毎日の歌（編曲）」「妻籠の宿（編曲）」「駅~ホーム~（編曲）」「鵺のなく夜（編曲）」「リクエスト（編曲）」
- 山口とも「しあわせは永遠に（編曲）」
- Deco Jazz「Roman」「遠回りして」「トラフィック」「Forget Me Not」「セツナ」「自分」
- 檜山うめ吉「どなたになにを・福助（小松健祐との共編曲）」
- 田口こうき「島原郷愁（編曲）」「哀愁のひとり旅（編曲）」

### 海外
- タイ「輝星 Cosμ'n.」「Stellagrima＊」
- 台湾「月宵◇クレシェンテ」
- 中国「七穂（Qi Sui）」「SNH48」
- 韓国「Go.X（박일곤 + JK）」「UK（Apeace（정영욱））」
- メキシコ「Natalia D」

### プロデュース
- Osaka 翔 Gangs
  - 「大阪わっしょい!」「運命共同体恋愛」「あんたの町で」「Unlimited」「Devilish（古屋美和との共作）」「泣いてしまおうよ」「愛　am・・・」「夜の青空」「サンバ de Show!」「Cheer　Up!」「Dear Mom・・・（古屋美和との共作）」「SHINSEKAI〜あなたの愛を見つける街〜」「届け！世界へピース（古屋美和との共作）」「平成 vs 昭和 謳え!世代を越えたピーポー」「SHOW!ギャっ?んっ?音頭」「Special Island」「恋のリズム」「デュラ・デュラ・デュワ・ドゥ!」「ポジ女子宣言」「PARTY FOR PEOPLE」「カ・ト・レ・ア」「A to Z」「天使のウイング」「翔 -must go on-（小松健祐との共作）」「SO-DA【編曲】」「ワッチャゴナ☆ドゥ」「息吹（古屋美和との共作）」「万博わっしょい」「FOR DREAM〜君と僕と夢と（AACHIとの共作）」
- AACHI
  - 「Winner（AACHIとの共作）」「Proud of you（AACHIとの共作）」「Pray…」「Don’t mind（AACHIとの共作）」「ありがとう（AACHIとの共作）」「TOKYO vibes」「二人の明日（AACHIとの共作）」「WHY（AACHIとの共作）」「Whatever you say（AACHIとの共作）」「To know me（AACHIとの共作）」「光」「RED FLAG（AACHIとの共作）」「空 Ku（AACHIとの共作）」「be true（AACHIとの共作）」「JUSTE（AACHIとの共作）」
- リリシック学園
  - 「楽園!リリシック天国」「青春メッセージ」「桜の蕾」「リリシックヒーローズ」「フレフレ体操」「愛しい奇跡【編曲】」「LOVE & YELL【編曲】」「君にあまのじゃく」「起こせ！（Eric Rodriguezとの共作）」「Runner」「i（小松健祐との共作）」「Go for it!!!【編曲】」「茜色Peace♡【編曲】」「Special Pearls」「Get up boys & girls【編曲】」「ハッピー☆サプライズ（上田起士との共作詞）（古屋美和との共作）」「Magic Time」「Natural【編曲】」「ミラクル☆JUMP（綿貫正顕との共作）」「ハバタケトオクヘ（小松健祐との共作）」「BEAT TOGETHER【編曲】」「ええやん!」「百花繚乱エターナル【編曲】」「ファイト！（綿貫正顕との共作）」「Present（綿貫正顕との共作）」「♯最強MABUDACHI ~最高かよ~【編曲】」「ビビディ・バビディ・ケセランラン♪」「Allright Force（綿貫正顕との共作）」「シャッターチャンス☆【編曲】」「IT’S OUR JOURNEY【編曲】」「オトメノネガイ」「SE（Overture 2016）」「SE（Overture 2021）」「キャラメルラプソディ」「スノードームに閉じ込めて【編曲】」「Shiny World（綿貫正顕との共作編曲）」「よしこがええやん」「さよならなんていつか【編曲】」「Sweet Treat Halloween（綿貫正顕との共作）」「微炭酸フレーバー【編曲】」「永遠アイドル」「絶対無敵ヒロイン」「BABY SHINE【編曲】」「LOVE's WONDERTOP【作詞, 編曲】」「シンフォニックアドベンチャー」
- ハッピーアワー
  - 「ハピネス」「届くように」「行かなきゃ（古屋美和との共作）」「Shalan」「シェイク！」「Cotton Baby Love（古屋美和との共作）」「Marmalade days（綿貫正顕との共作）」「大キライだった、夏」「誰にも言えない片想い（古屋美和との共作）」「ファースト・スノー・マジック」「SE 2019（INTO THE DAWN）」「SE 2020（ハッピーアワーワールド）」「花便り」
- caprice
  - 「caprice wonderland」「運命的ヒロイン」「らんらんらんうぇい」「ベイビーブルー（古屋美和との共作）」「まるで奇跡のような【編曲】」「本命エトセトラ」「ヒカリへ走れ」「キミにマジェスティックに」「うそじゃないよ」
- Fille mimi
  - 「君にtreasure」「JOLIE GO」「メリ・メロ」「裸足になっても駆け出したいんだ」「ラブミルフィーユ」
- Lock☆Rock BAB
  - 「チルド（古屋美和との共作）」「Messiah（綿貫正顕との共作）」「angel」「Dont Stop the music feat. Heartbeat」
- 籠鳥恋空
  - 「ピュアココロ（AACHIとの共作）」「星のプロミス（AACHIとの共作）」「Liberty Love（古屋美和との共作）」「センチ」「一生分のカワイイ（當眞健司との共作）」
- パイナップルクラブ
  - 「PON PON PARADAISE（古屋美和との共作）」「Pineapple Candy（Eric Rodriguezとの共作）」
- GAI◆YA＋
  - 「ONE（上田起士との共作詞）」「IBARA Feat.Patxi Lopez（上田起士との共作詞）」「Carry On」「WORLDWIDE」「DIAMONDS」「breath」「BACK」「Your Love【編曲】」「TOGETHER◇TOGETHER」
- AI®PEN
  - 「シャングリ★ラ（小松健祐との共作）」「Paradise Garage（Eric Rodriguezとの共作）」「シュドゥビSKY」「ラブマシーン」「エアペンロッケンロール（小松健祐との共作）」「ディスコトライアングル」「Lonely Together【編曲】」「ギュッdays」「君の瞳にByeByeBye（古屋美和との共作）」「Magic Summer」「～Leporem～」「道化師【編曲】」「Tell me Santa Claus」「的-Take it-」「ダンスドライヴ」「Happy Flight」
- 木村聡子 & 松田純一フィルハーモニー
  - 「Welcome Symphony」「Magically Ever After / 木村聡子 & 瑛海」「 life（デュエット・バージョン）/ 木村聡子 &原慎一郎」
- NIMEDDY（日本地ビール協会認定ビアテイスターマスタージャッジ・エディ中村とメディカルミュージシャン・NIMU）「BEER STYLE GUIDELINE 1802（アルバム）」
- スティムバンド「遊びの途中（アルバム）」
- Yammy
  - 「HNL【編曲】」「青春」「虹色ノトビラ」「雨のリフレイン（千宝美との共作）」「orion」「プロローグ」「アリガトウ」「color for ...」「夏物語」「幸せなキッチン」「君に咲く花【編曲】」「it's Your Christmas」「ギンギンギラギラ」「君のもとへ【編曲】」「夜明けの涙【編曲】」「愛しきキミ想ふ【編曲】」「Letter」「太陽【ストリングスアレンジ】」「君にラブレター【共同編曲】」

### アイドル
Osaka 翔 Gangs, SUPER☆GiRLS, 乃木坂46, ラストアイドル, 煌めき☆アンフォレント, PINK CRES., リリシック学園, アイドルカレッジ, 愛乙女★DOLL, 小桃音まい, 渡部優衣, 彩羽真矢, まりえ(35), 森下華奈子, SDN48, SNH48, JK21, Jumpingkiss, JOY VAN CREW, TJ, Ring-Trip, PiGU, No Surprises, Barbee, 8/pLanet!!, 三代目KONAMON, Jeanne Maria, NEO BREAK, 偶像未来少女パストリープス, Yenガール, うまンchu, minAmin, Cheer Zelop!, なちゅらリウム.vivid, B少女戦士・ゴーファイガー, buttёrfly.ねっと, りんかれん, ギアチェンNAO, TAKE OFF, littlemore., ハッピーアワー, ぷりんせす♡たいむ, ちく☆たむ, flavor, 東京flavor, 神戸flavor, ハニースパイスRe., 綺星★フィオレナード, 末永香乃（タイ）, S.T.O 《里仲菜月(Task have Fun）, 竹越くるみ（Devil ANTHEM.）, 小野寺梓（真っ白なキャンバス）》, REBEL REBEL, Cecil, 月宵◇クレシェンテ（台湾）, caprice, Lock☆Rock BAB, 星紗也華（SHOCKiNG EGO）, EVERYTHING IS WONDER, 負け犬とクズ, 籠鳥恋空, MISPRO, 谷麻由里, 夜宙☆Shinew', 輝星 Cosμ'n. （タイ）, 彗星♩dropTune°, パイナップルクラブ, Fille mimi, キミイロプロジェクト, 異次元ポケットドール, キミだけの花言葉

### 歌い手
- 春猿火（バーチャルラップシンガー）「巫女（MILKEYとの共作）」「身空歌（MILKEYとの共作）」「Starcloud（MILKEYとの共作）」「中間地点（MILKEYとの共作）」「Wind walker（MILKEYとの共作）」
- 花譜「カルぺ・ディエム（MILKEYとの共作）」
- 花譜x春猿火（バーチャルラップシンガー）「夢魔（MILKEYとの共作）」
- V.W.P「感情（MILKEYとの共作）」
- 風弦「忘れない」「夏の日記」「river-涙-」「会いたいよ」「飛び出してHighway」「わがまま」
- オタ「私は絶叫！」（家政夫のミタゾノ / 家政婦のヒカル・挿入歌）*佐々木李子
- 戦国武将憑依型ガールズバンド・プロジェクト『サムライブクインダム』
  - 堀川りょう x 呂布カルマ「乱世 the Survivor」
  - GET'炎（ゲテン）「革命Waking Up Emotion」（綿貫正顕との共作）
  - TREFOIL（トレフォイル）「MANI MANI」（MILKEYとの共作）
  - 梵天チューン（ボンテン）「カブいてMy road」（MILKEYとの共作）
  - シンゲンモッチー「KIZUNAブシ」（MILKEYとの共作）*703号室
  - Be Shut Moon「正々堂々Life」
  - SunSun☀️ぱにえ「Non Non 弱気 Yes Yes いくでござる！
- 南登かなる（バーチャルYouTuber）「Necessary（綿貫正顕との共作）」「手のひら返し（古屋美和との共作）」
- skip-A「skip A beat」（綿貫正顕との共作）
- Chaco.「アポジー」（綿貫正顕との共作）
- 恋犬ちわこ「くーべるちゅーる（文化放送『歌ってみた甲子園 2022』ラジオCM テーマソング）」（綿貫正顕との共作）
- ミツナリ「一緒に」（綿貫正顕との共作）
- ユウ・ドラクル（PLANETE PROJECT）「快進撃」
- ごりらかめん「ずっとダラダラしていたい。」（古屋美和との共作）
- Shu-Dollaz「Personalities」（綿貫正顕との共作）
- みなほまる「Magic Star」

### BALLIONAIRE MAFIA
- NIGHTMARE HOUSE / STRAWBERRY DISCO（avex trax）＊ヴィレッジヴァンガード限定リリース
- 四反田マイケル「The sun of silence ～沈黙の太陽～」
- BALLIONAIRE MAFIA AL「BALLAD -Anthology of Movie Songs-（Victor）」＊ゲストヴォーカル.井手麻理子, 大上留利子, 木村聡子, 日浦孝則など
- BALLIONAIRE MAFIA SG「キラリヒカル、ソラノムコウ（Millionairevibes）」（配信リリース）
- 遊助「かすみ草（Sony Music）」
- GOKIGEN SOUND「愛をチカラに（エイベックス・マーケティング）」
- 倖田來未「Cherry Girl [Sunset In Ibiza Remix]（rhythm zone）」
- BALLIONAIRE MAFIA AL「BALLIONAIRE@JAPAN（Millionairevibes）」（配信リリース）
- アシックス商事「BLACK VELVET Feat.GDP」（配信リリース）
- BALLIONAIRE@SPA AL「極楽ロハス生活'アーユルヴェーダ' （P.I.S）」（配信リリース）
- BALLIONAIRE MAFIA AL「NEXTRIP（Millionairevibes）」（配信リリース）
- cado（株式会社エクレア）「加湿器」
- IDOL FANTASY -アイドルファンタジー-（スクウェア・エニックス）「BIG BANG☆BANG☆BANG☆BANG☆【E-lements】」
- BALLIONAIRE MAFIA AL「The Barock ～Anthology of Core Songs～（Millionairevibes）」（配信リリース）
- BALLIONAIRE@SPA AL「Detox」（配信リリース）
- BALLIONAIRE@SPA AL「Nature_Nostalgy」（配信リリース）

### CM
- TVCF「LUMIX F1（Panasonic）」
- ビッグステップ
- レイウエディング（サンケイリビング新聞社）
- はっちゃんのおうち屋台（タカラトミー）
- WHO are YOU? 第3章 おもちゃ×ミュージカル～BFF～（上田起士との共同編曲）（セガトイズ）
- SUPER SUMMER SALE 2012（エイチ・アイ・エス）
- BLACK VELVET（アシックス商事）
- LUXURY FLIGHT（Eric Rodriguezとの共作）
- BONNE（ボンヌ）（ジャストシステム）
- TGA（日本テトラパック）
- PJ モデルズ *紗栄子（PEACH JOHN）
- a-nationキャンペーン
- エイジアピクチャーズエンタテインメント
- カドー加湿器（株式会社エクレア）
- 魔法の舌ブラシ（株式会社ビーエスアール）
- どなたになにを・“福助“が踊る新バージョン（小松健祐との共編曲）（福助）
- フジッコ
- イトーヨーカ堂
  - 恋☆水着
  - 恋☆浴衣
  - good day
  - 夏のザ・バーゲン 2012
  - ザ・セール 2012）
  - ハッピーデー
- がんこフードサービス株式会社
  - 忘年会 2015（エリック・ロドリゲスとの共作）
  - 2016忘・新年会 かにすき_コミカル編（エリック・ロドリゲスとの共作）
  - 2016忘・新年会 牛しゃぶ_コミカル編（エリック・ロドリゲスとの共作）
  - 忘年会 2017 国産活〆とらふぐ てっちり（制作協力）
- 讀賣テレビ放送
  - ゴー!ゴー!10ch
    - 増井渚ver.
    - 諸国沙代子ver.
- ステーションメモリーズ!
  - 駅メモ!学生篇
  - 駅メモ!OL篇
- 万葉倶楽部
  - ちいさなしあわせ編 プロローグ/あかりがみえたら（2018年11月）*奇妙礼太郎
  - 第2話「ゆめ（2019年2月）」
  - 第3話「えがお（2019年7月）」
  - 第4話「きぼう（2019年10月）」
  - 万葉ひとり女子旅・横浜みなとみらい・万葉倶楽部（2022年10月）
  - 万葉女子旅・京都竹の郷温泉・万葉の湯「万葉の”楽”を巡る編」「万葉の”湯”を巡る編」（2023年2月）
- ミナカ小田原（柳沢慎吾ふるさと大使）*英哲風雲の会 & AUN J-CLASSIC ORCHESTRA
- 豊洲 千客万来*英哲風雲の会 *中村獅童
- グループ琉球エアーコミューター
  - 「島は空でつながっている・誕生篇」「島は空でつながっている・卒業篇」「島は空でつながっている・成長篇」（2020年4月）君がいるから *やなわらばー
- JTB「OCEANS OF LOVE（2021年2月）」（「いい船旅プロジェクト」テーマ曲）*相知 明日香
- CocochiCosme「虹の予感, One Life（2021年11月）」*相知 明日香
- 沖縄観光コンベンションビューロー・おきなわみらいへつなぐ旅〜エシカルトラベル「You are loved（2022年12月）」（テーマ曲）*相知 明日香
- USJ 「ユニバーサル・スタジオ・ジャパン VJAプレミアムナイト 2023《三井住友カード公式》」
- 明宝ハム 「WORLD PARADE（2023年9月）」*相知 明日香
- 着物デザイナー紫藤尚世・AAAPARE「あっぱれ音頭」*音無美紀子, テリー伊藤, 東海林のり子, 和泉元彌, あっぱれファミリー
- サンフレッチェ広島F.C（2025年）
- NTT（2025年）

### 舞台・ミュージカル
| 公演年                        | 種別                 | タイトル | 担当 | 主催                                                                                 | 備考 |
| ----------------------------- | -------------------- | --- | --- | ------------------------------------------------------------------------------------ | --- |
| 2003年10月16日                | 舞台                 | メリークリスマス Mr.チャーリー                                                                                      | 劇中歌（作曲・編曲）, 劇伴音楽（一部制作）                                                                                                 | よしもとザ・ブロードキャストショウ                                                   | |
| 2003年12月5日                 | ミュージカル         | リボン | 劇中歌（作曲・編曲）, 劇伴音楽 | 秋山シュン太郎演出作品, ホリプロ, 一心寺シアター倶楽美少女歌劇団                     | 堀朱里など |
| 2004年4月23日                 | 舞台                 | パラダイスロスト | 劇中歌（作曲・編曲）, 劇伴音楽（一部制作）                                                                                                 | よしもとザ・ブロードキャストショウ                                                   | |
| 2005年6月1日                  | 舞台                 | 時間の国のアリスたち                                                                                                | 劇中歌（作曲・編曲）, 劇伴音楽（一部制作）                                                                                                 | よしもとザ・ブロードキャストショウ                                                   | |
| 2005年6月10日                 | ミュージカル         | 下妻物語～ヤンキーちゃんとロリータちゃん～                                                                          | 劇中歌（作曲・編曲）, 劇伴音楽 | 吉峯暁子演出作品, ホリプロ, 一心寺シアター倶楽美少女歌劇団                           | 安藤絵里菜, 実はる那, 滝口ミラなど                                                                                |
| 2005年8月26日                 | 舞台                 | HOW TO BO's | 劇中歌（作曲・編曲） | 一心寺シアター倶楽プロデュース                                                       | 吉村シュークリーム（ 劇団赤鬼）原作                                                                               |
| 2005年10月6日                 | 音楽劇               | この胸のときめきを                                                                                                  | 劇中歌（作曲・編曲）, 劇伴音楽（一部制作）                                                                                                 | よしもとザ・ブロードキャストショウ                                                   | |
| 2005年11月11日                | 舞台                 | 道頓堀恋一路 | 劇中歌（作曲・編曲）, 劇伴音楽（一部制作）                                                                                                 | よしもとザ・ブロードキャストショウ                                                   | |
| 2006年4月22日                 | 舞台                 | キラキラヒカレ！ | 劇中歌（作曲・編曲）, 劇伴音楽（一部制作）                                                                                                 | よしもとザ・ブロードキャストショウ                                                   | |
| 2006年5月2日                  | 舞台                 | 道頓堀の一番星 | 劇伴音楽（一部制作） | よしもとザ・ブロードキャストショウ                                                   | |
| 2006年6月7日                  | 音楽劇               | リンダ・リンダ | 劇中歌（作曲・編曲）, 劇伴音楽 | よしもとザ・ブロードキャストショウ                                                   | 鴻上尚史原作 |
| 2006年7月28日                 | 舞台                 | 夢からさめて | 劇伴音楽（一部制作） | よしもとザ・ブロードキャストショウ                                                   | 村上太（吉本新喜劇）脚本                                                                                          |
| 2006年8月23日                 | 舞台                 | グルメ探偵赤星事件ファイル“殺しの前に乾杯を！”                                                                      | 劇伴音楽（一部制作） | よしもとザ・ブロードキャストショウ                                                   | 井田國彦など |
| 2006年10月5日                 | 舞台                 | スタア | 劇中歌（作曲・編曲）, 劇伴音楽（一部制作）                                                                                                 | よしもとザ・ブロードキャストショウ                                                   | 筒井康隆原作 |
| 2007年3月25日                 | コンサート           | LIVE・TALK & DINNER 2007                                                                                            | ライヴ版アレンジ , BGM（一部制作） | 愛内里菜                                                                             | |
| 2007年9月21日                 | ミュージカル         | ガーシュイン物語・ス・ワンダフル                                                                                    | 劇中歌（編曲）, 劇伴音楽 | OSK日本歌劇団                                                                        | |
| 2007年10月31日                | 舞台                 | メリークリスマス Mr.チャーリー                                                                                      | 劇中歌（作曲・編曲）, 劇伴音楽（一部制作）                                                                                                 | よしもとザ・ブロードキャストショウ                                                   | |
| 2008年7月26日                 | コンサート           | RINA MATSURI 2008                                                                                                   | ライヴ版アレンジ , BGM（一部制作） | 愛内里菜                                                                             | |
| 2009年10月29日                | 音楽劇               | この胸のときめきを                                                                                                  | 劇中歌（作曲・編曲） , 劇伴音楽 | よしもとザ・ブロードキャストショウ                                                   | |
| 2010年2月7日                  | コンサート           | RINA AIUCHI THANX 10th ANNIVERSARY LIVE -MAGIC OF THE LOVE-                                                         | ライヴ版アレンジ, BGM（一部制作） | 愛内里菜                                                                             | |
| 2010年4月11日                 | コンサート           | KODA KUMI LIVE TOUR 2010 ~UNIVERSE~                                                                                 | BGM（一部制作） | 倖田來未                                                                             | |
| 2010年9月26日                 | コンサート           | RINA AIUCHI LAST LIVE 2010 -LAST SCENE-                                                                             | ライヴ版アレンジ（一部制作） | 愛内里菜                                                                             | |
| 2010年12月2日                 | 音楽劇               | この胸のときめきを                                                                                                  | 劇中歌（作曲・編曲） , 劇伴音楽 | シアターオブドリームス                                                               | 中井敬二（劇団四季）総合監督                                                                                      |
| 2011年2月10日〜2015年11月30日 | ミュージカル         | 志摩スペイン村『ドンキホーテとみんなの大時計～小さな天使のおとしもの～』                                            | 劇伴音楽 | 志摩スペイン村パルケエスパーニャ                                                     | C.V.山崎たくみ, 桜井敏治, 冬馬由美, 三ツ矢雄二, 置鮎龍太郎, 銀河万丈など                                          |
| 2011年6月30日                 | 舞台                 | Paradice Lost | 劇中歌（作曲・編曲） | シアターオブドリームス                                                               | 中井敬二（劇団四季）総合監督                                                                                      |
| 2011年12月5日                 | コンサート           | KODA KUMI 10th Anniversary ～FANTASIA〜                                                                             | walk（アディショナルプログラミング）, BGM（一部制作）                                                                                      | 倖田來未                                                                             | |
| 2014年7月12日                 | 舞台                 | ミュージカル ウィン Ver.3                                                                                           | 劇中歌（作曲・編曲） | ラブジャンクス×劇団往来                                                              | |
| 2015年10月9日                 | 舞台                 | 幻の城～戦国の美しき狂気～                                                                                          | テーマソング『星月夜 / 天月-あまつき-』（舞台版編曲）                                                                                      | 大関真演出作品                                                                       | 鈴木拡樹, 新垣里沙, 星野真里, 山本匠馬, 山崎樹範など                                                              |
| 2015年12月15日                | 舞台                 | 繪舞台・琳派ロック                                                                                                  | シンボリックソング『花・太陽・雨 / ワサブロー&Yammy』（編曲）                                                                              | 木村英輝演出作品                                                                     | |
| 2016年3月16日                 | 舞台                 | 暁のヨナ | 劇伴音楽 | ますもとたくや演出作品                                                               | 松下優也, 新垣里沙, 北村諒, 木村達成, 鷹松宏一など                                                                |
| 2016年9月3日                  | 舞台                 | DREAM BOY（2016）                                                                                                   | BGM（一部制作） | ジャニー喜多川演出作品                                                               | Kis-My-Ft2, Love-tune, 鳳蘭, 紫吹淳など                                                                           |
| 2017年11月9日                 | 舞台                 | オズの魔法使い | BGM（一部制作） | 下野創脚本・演出作品                                                                 | 松原市民会館・子供フェスティバル                                                                                  |
| 2018年3月3日                  | イベント             | もっと歴史祭 | オープニングテーマ | EX THEATER ROPPONGI                                                                  | 石井智也, 奥谷知弘, 久保田秀敏, 杉江大志, 山崎樹範, Co.慶応など                                                   |
| 2018年9月8日                  | イベント             | 歴タメLive～歴史好きのエンターテイナー大集合～                                                                      | 『メイドじゃないよ、 小姓だよ / MARU4』『S・H・ O・G・U・N / 三代目J-SHOGUN』『前略、 薩摩より / 一生懸命ゴワス』（編曲）                  | EX THEATER ROPPONGI                                                                  | 石井智也, 奥谷知弘, 久保田秀敏, 杉江大志, 井深克彦, 細貝圭など                                                    |
| 2018年9月8日                  | イベント             | 愛踊祭2018 | BGM（一部制作） | 東京ドームシティ                                                                     | ヒャダイン, でんぱ組.inc, こぶしファクトリー, つばきファクトリー, Chuning Candyなど                               |
| 2018年9月25日                 | コンサート           | Da-iCE 5th Anniversary Tour -BET                                                                                    | BGM（一部制作） | 大阪城ホール                                                                         | Da-iCE |
| 2018年11月15日                | 舞台                 | 暁のヨナ～緋色の宿命編～                                                                                            | BGM（一部制作）, テーマソング『誓い / 矢部昌暉（DISH//）』（編曲）                                                                         | 大関真演出作品                                                                       | 矢部昌暉（DISH//）, 生駒里奈, 山本一慶, 西川俊介, 奥谷知弘など                                                    |
| 2018年12月6日                 | 舞台                 | JOHNNYS' King & Prince IsLAND                                                                                       | BGM（一部制作） | ジャニー喜多川演出作品                                                               | King & Prince, Sexy美少年, HiHi Jets, Snow Manなど                                                                |
| 2019年3月15日                 | イベント             | 歴タメLive～歴史好きのエンターテイナー大集合～第4弾                                                                 | 『室町ロマン / KinGin Kids』『幕末Summer Summer! / TSレボリューション』『LAST NIGHT / バクフノオワリ』『まけ組の人 / LOSE&Bitter』（編曲） | 大関真演出作品                                                                       | 副島淳, 太田将熙, 株元英彰, 陳内将, 釣本南, 前山剛久など                                                          |
| 2019年7月6日                  | イベント             | musicるTV presents ひこぼし★FES ～推しに願いを～                                                                    | テーマソング（作曲・編曲） | Zepp Tokyo                                                                           | 祭nine., SUPER★DRAGON, ヒャダインなど                                                                             |
| 2019年7月20日                 | イベント             | 松竹お化け屋本舗 東京タワーお化け屋敷第五弾『KICHIRI いしがまやハンバーグ presents ～お顔をちょうだい～老婆の呪面』 | 公式応援ソング『それ、ちょうだい / ちく☆たむ』（編曲）                                                                                     | 東京タワー                                                                           | 築田行子, 田村響華, 松原タニシなど                                                                                |
| 2019年7月21日                 | コンサート           | King & Prince CONCERT TOUR 2019                                                                                     | BGM（一部制作） | 横浜アリーナ                                                                         | King & Prince |
| 2019年10月11日                | 舞台                 | 劇団そとばこまち第118回公演『のうみん～三人の天草四郎～』（大阪フリンジフェスティバル「AWARD大賞」受賞）            | テーマソング, BGM（一部制作）（作曲・編曲）                                                                                                | 坂田大地演出作品, あべのハルカス近鉄アート館                                         | 彩羽真矢, 岩部彰(ミサイルマン), 高井俊彦など                                                                      |
| 2019年11月16日                | 舞台                 | 暁のヨナ～烽火の祈り編～                                                                                            | テーマソング『誓い / 矢部昌暉（DISH//）』（編曲）                                                                                          | 大関真演出作品                                                                       | 矢部昌暉（DISH//）, 生駒里奈, 本西彩希帆（劇団4ドル50セント）, 堀海登, 陳内将など                                 |
| 2020年3月1日                  | ミュージカル         | 宇宙姫（SORAHIME）～竹取物語より～                                                                                  | 劇中歌（作曲・編曲）, 劇伴音楽 | 北林佐和子演出作品, 道噸堀ZAZA                                                       | 桜花昇ぼる, 鳴海じゅん, 綺華れい, 未央一, 小林未来など                                                            |
| 2020年7月11日                 | コンサート           | Hello! Project 2020 Summer COVERS 〜The Ballad                                                                      | 「大阪で生まれた女 / 船木結（アンジュルム）」（編曲）                                                                                      | ハロー！プロジェクト                                                                 | |
| 2020年10月12日                | コンサート           | Hello! Project 2020 Autumn ～The Ballad～ Extra Number                                                              | 「大阪で生まれた女 / 岸本ゆめの（つばきファクトリー）」（編曲）                                                                            | ハロー！プロジェクト, 日本武道館                                                     | |
| 2021年2月26日                 | ミュージカル         | ファミリーミュージカル『トム・ソーヤの大冒険〜呪いの幽霊屋敷』                                                      | 劇中歌（作曲・編曲）, 劇伴音楽 | 横田裕久演出作品, AI・HALL（伊丹市立演劇ホール）                                     | |
| 2021年5月21日                 | 舞台                 | ウィリアム・シェイクスピア原作『真夏の夜の夢』                                                                      | 劇中歌（作曲・編曲）, 劇伴音楽 | 鈴木洋平演出作品, AI・HALL（伊丹市立演劇ホール）                                     | 公演延期 |
| 2021年11月11日                | 舞台                 | 舞語り Lignée | 音楽 | 北林佐和子, 山本能楽堂                                                               | 伊瑳谷門取 |
| 2021年11月19日                | 舞台                 | 劇団そとばこまち公演『五右衛門2021』                                                                                | テーマソング, BGM（一部制作）（作曲・編曲）                                                                                                | 坂田大地演出作品, あべのハルカス近鉄アート館                                         | 公演延期 |
| 2021年11月19日                | 舞台                 | 劇団そとばこまち公演『のぶなが』                                                                                    | テーマソング, BGM（一部制作）（作曲・編曲）                                                                                                | 坂田大地演出作品, あべのハルカス近鉄アート館                                         | 高井俊彦（吉本新喜劇）, 加藤夕夏（NMB48）, 岡村茉奈（ラストアイドル）など                                         |
| 2021年12月26日                | ショーアトラクション | 大阪テーマパーククルーズ in 中之島2021                                                                              | テーマソング, BGM（作曲・編曲） | 松田亜矢香演出作品, 一本松海運                                                       | |
| 2021年12月27日                | ミュージカル         | ミュージカル『浜村渚の計算ノート』                                                                                  | 音楽 | ＩＭＡホール, 梅田芸術劇場                                                           | 上山竜治, 三好大貴, コング桑田, 友石竜也, 原西孝幸, 宮崎理奈など                                                  |
| 2022年2月18日                 | ミュージカル         | ファミリーミュージカル『トム・ソーヤの大冒険〜呪いの幽霊屋敷（2022）』                                              | 劇中歌（作曲・編曲）, 劇伴音楽 | 横田裕久演出作品, ABCホール                                                          | |
| 2022年5月2日                  | ショーアトラクション | 志摩スペイン村『バースデーグリーティング』                                                                          | 音楽 | 志摩スペイン村パルケエスパーニャ                                                     | 近畿日本鉄道, 三重県                                                                                              |
| 2022年5月13日                 | 舞台                 | ウィリアム・シェイクスピア原作『真夏の夜の夢（2022）』                                                              | 劇中歌（作曲・編曲）, 劇伴音楽 | 鈴木洋平演出作品, AI・HALL（伊丹市立演劇ホール）                                     | 泉綾乃（NMB48）, 笠間優里など                                                                                     |
| 2022年5月14日                 | コンサート           | ケツメイシ『KTM TOUR 2022 20th Anniversary 「時代は変わるぜよ!!」どんだけ～』                                       | コント音楽 | ワールド記念ホール, 大阪城ホール                                                     | ケツメイシ |
| 2022年7月9日                  | 舞台                 | OSK日本歌劇団 劇団創立100周年記念 南座「レビューin Kyoto」「陰陽師」                                                | 音楽（松岳一輝との共同） | 北林佐和子演出作品, 南座                                                             | OSK日本歌劇団, 松竹                                                                                               |
| 2022年8月13日                 | イベント             | 「TEAM EXPO 2025」道頓堀盆おどりインターナショナル2022                                                              | 夢洲音頭〜大阪・関西万博応援音頭〜（作曲・編曲）                                                                                           | 宮本倫明制作, 石橋輝夫（全日本民謡指導者連盟副会長）振付作品, 道頓堀, 世界盆踊り連盟 | Osaka 翔 Gangs, 道頓堀商店会, 日本国債博覧会協会, 大阪観光局                                                      |
| 2022年9月1日                  | 舞台                 | 劇団そとばこまち公演『五右衛門2022』                                                                                | テーマソング, BGM（一部制作）（作曲・編曲）                                                                                                | 坂田大地演出作品, あべのハルカス近鉄アート館                                         | 高井俊彦（吉本新喜劇）, 加藤夕夏（NMB48）など                                                                     |
| 2022年9月25日                 | イベント             | LET'S GO! 万博２０２５『夢洲超花火』                                                                                | 音楽 | 伊橋成哉制作協力作品, 夢洲                                                           | 日本国債博覧会協会, 外務省, 大阪府, 大阪市, 大阪商工会議所, 大阪メトロ, 春木開                                    |
| 2022年10月8日                 | イベント             | 中秋明月祭大阪2022                                                                                                  | 七穂『安静』（編曲） | 史跡難波宮跡                                                                         | 日本中国友好協会, 中華人民共和国総領事館, 大阪市, 大阪観光局, 華僑総会, 関西経済連合会                            |
| 2022年10月28日                | 舞台                 | 殺陣×ダンス×和太鼓『HIMIKO』                                                                                        | テーマソング（作曲・編曲） | 坂田大地演出作品, あべのハルカス近鉄アート館                                         | 劇団そとばこまち, 彩羽真矢, 春野恵子など                                                                          |
| 2022年10月30日                | ファッションショー   | デザイナー紫藤尚世45周年 『AAAPARE』                                                                                | BGM（一部制作）（作曲・編曲） | ザ・プリンス パークタワー東京                                                        | 片岡鶴太郎, 音無美紀子, テリー伊藤, 東海林のり子, 伊津野亮, デヴィ・スカルノ                                      |
| 2022年11月5日                 | イベント             | 秋の水都大阪ウィーク 『なにわの水辺百景』                                                                           | 音楽 | 松田亜矢香演出作品, 大阪市                                                           | ミャクミャク, もずやん, 大阪府                                                                                    |
| 2022年12月1日                 | ショーアトラクション | 志摩スペイン村『大好きダルシネア』                                                                                  | 音楽 | 志摩スペイン村パルケエスパーニャ                                                     | 近畿日本鉄道, 三重県                                                                                              |
| 2023年2月1日                  | ショーアトラクション | 志摩スペイン村『フィエスタトレイン（ファンファーレ）』                                                              | 音楽 | 志摩スペイン村パルケエスパーニャ                                                     | 近畿日本鉄道, 三重県                                                                                              |
| 2023年2月25日                 | 舞台                 | 45 周年記念第一弾, 劇団そとばこまち第 122 回公演『大坂夏の陣』                                                      | 音楽 | 坂田大地演出作品, COOL JAPAN PARK OSAKA                                              | 加藤夕夏（NMB48）, 岩部彰(ミサイルマン), 樋口みどりこなど                                                         |
| 2023年6月10日                 | コンサート           | Sexy Zone Live Tour 2023 Chapter Ⅱ                                                                                  | BGM（一部制作） | 大阪城ホール                                                                         | Sexy Zone |
| 2023年7月1日                  | 舞台                 | 女流殺陣公演, 劇団そとばこまち第 123 回公演『SHINOBI SASUKE』                                                       | 音楽 | 坂田大地演出作品, ABCホール                                                          | 岡村茉奈, 樋口みどりこなど                                                                                        |
| 2023年7月20日                 | ミュージカル         | ファミリーミュージカル『トム・ソーヤの大冒険〜呪いの幽霊屋敷（2023）』                                              | 劇中歌（作曲・編曲）, 劇伴音楽 | 横田裕久演出作品, ABCホール                                                          | |
| 2023年8月4日                  | 舞台                 | 神戸セーラーボーイズ SF 『Boys×Voice 308』                                                                          | 劇中音楽 | 冨田昌則演出作品, AiiA 2.5 Theater Kobe                                              | ネルケプランニング                                                                                                |
| 2023年8月12日                 | イベント             | 「TEAM EXPO 2025」道頓堀盆おどりインターナショナル2023                                                              | 夢洲音頭〜大阪・関西万博応援音頭〜（作曲・編曲）                                                                                           | 宮本倫明制作, 石橋輝夫（全日本民謡指導者連盟副会長）振付作品, 道頓堀, 世界盆踊り連盟 | Osaka 翔 Gangs, 道頓堀商店会, 日本国債博覧会協会, 大阪観光局                                                      |
| 2023年8月19日                 | イベント             | 南の島の星まつり 2023                                                                                               | 東里梨生（やなわらばー） 『美ら星の歌』（共作）                                                                                            | JTA                                                                                  | 石垣市観光交流協会, 石垣市役所, 石垣市民会館                                                                      |
| 2023年8月26日                 | ミュージカル         | ミュージカル『浜村渚の計算ノート2023』                                                                              | 音楽 | キャナルシティ博多, 愛知県産業労働センター, 森ノ宮ピロティホール, サンシャイン劇場   | 立石俊樹, 藤岡真威人, 飯窪春菜, 井上小百合, ダイアモンド☆ユカイなど                                               |
| 2023年9月23日                 | 舞台                 | しあわせな王子 | 音楽協力 | 品川プリンスホテル Club eX                                                           | *Candy Boy (トータルエンターテインメント集団), テレビ朝日ミュージック                                             |
| 2023年10月5日                 | 舞台                 | 劇団そとばこまち第 124 回公演『贋作写楽』                                                                           | 音楽 | 坂田大地演出作品, ABCホール, KAAT 神奈川芸術劇場                                     | 辰巳琢郎, 加藤夕夏（NMB48）, 岡村茉奈（ラストアイドル）など                                                       |
| 2023年10月15日                | ファッションショー   | デザイナー紫藤尚世46周年 『AAAPARE』                                                                                | BGM（一部制作）（作曲・編曲） | 東京アメリカンクラブ                                                                 | 東海林のり子, 長谷川高士, 河合雪之丞, 音無美紀子, テリー伊藤など                                                  |
| 2023年10月19日                | ミュージカル         | ピノキオ（2023） | 劇中歌（作曲・編曲）, 劇伴音楽 | 川畑泰史演出作品, ABCホール                                                          | 吉本新喜劇, 川上千尋 (アイドル)（NMB48）, 洲崎貴郁（ラニーノーズ）, 石田優美（NMB48）, 月丘七央（宝塚歌劇団）など |
| 2023年11月17日                | ミュージカル         | 病的船団（2023） | 音楽（高山康文と共同） | 鈴木洋平演出作品, AI・HALL（伊丹市立演劇ホール）                                     | 泉綾乃（NMB48）, 井本涼太 （吉本興行）など                                                                        |
| 2023年12月31日                | コンサート           | 第7回ももいろ歌合戦 2023→2024                                                                                       | 歌唱曲「LEGEND / 彩羽真矢」（作曲・編曲）                                                                                                  | 横浜アリーナ                                                                         | ももいろクローバーZなど                                                                                           |
| 2024年1月13日                 | コンサート           | 神椿代々木決戦二〇二四                                                                                              | 音楽（一部制作） | 国立代々木競技場 第一体育館, KAMITSUBAKI STUDIO                                      | V.W.P, 花譜, 理芽, 春猿火, ヰ世界情緒, 幸祜                                                                       |
| 2024年3月17日                 | ファッションショー   | Rakuten Fashion Week TOKYO 22A/W（東京コレクション）                                                                | 音楽（未定） | 表参道ヒルズ, 渋谷ヒカリエ                                                           | |
| 2024年3月26日                 | ミュージカル         | 友愛女子学院物語2024春                                                                                              | 音楽 | クレオ大阪                                                                           | ミュージカルスクールSTAGE21                                                                                       |
| 2024年4月6日                  | コンサート           | Sonar Pocket 15th Anniversary Tour 〜僕たちの未来〜                                                                 | 制作協力 | 昭和女子大学人見記念講堂,大阪府立国際会議場                                          | Sonar Pocket |
| 2024年6月1日                  | イルカショー         | 神戸須磨シーワールド                                                                                                | 劇中歌（編曲協力） | NAKED Inc.                                                                           | 兵庫県神戸市須磨区                                                                                                |
| 2024年7月4日                  | 舞台                 | 劇団そとばこまち第 126 回公演『和製吸血鬼伝』                                                                       | 音楽 | 坂田大地演出作品, あべのハルカス近鉄アート館                                         | 劇団そとばこまち, 彩羽真矢 など                                                                                   |
| 2024年7月12日                 | ミュージカル         | ファミリーミュージカル『トムソーヤの大冒険２〜人魚の涙〜』                                                          | 劇中歌（作曲・編曲）, 劇伴音楽 | 横田裕久演出作品, ABCホール                                                          | |
| 2024年8月8日                  | コンサート           | KAMITSUBAKI FES ’24 THE DAY THE EARTH STOOD STILL                                                                   | 音楽（一部制作） | パシフィコ横浜, KAMITSUBAKI STUDIO                                                   | V.W.P, 花譜, 理芽, 春猿火, ヰ世界情緒, 幸祜                                                                       |
| 2024年10月14日                | 舞台                 | 劇団そとばこまち『幕末ダンス公演』                                                                                  | 音楽 | 坂田大地演出作品, 箕面市立文化芸能劇場                                               | 劇団そとばこまち, 彩羽真矢, ゴールデンベアーズ, 岩部彰(ミサイルマン)など                                          |
| 2024年10月18日                | 舞台                 | ウィリアム・シェイクスピア原作『真夏の夜の夢（2024）』                                                              | 劇中歌（作曲・編曲）, 劇伴音楽 | 鈴木洋平演出作品, AI・HALL（伊丹市立演劇ホール）                                     | 竹下健人, 城恵理子, 早川夢菜など                                                                                  |
| 2024年10月27日                | ファッションショー   | デザイナー紫藤尚世47周年 『AAAPARE』                                                                                | BGM（一部制作）（作曲・編曲） | 東京アメリカンクラブ                                                                 | 東海林のり子, 村井國夫, 音無美紀子, 河合雪之丞, 片岡鶴太郎, テリー伊藤など                                        |
| 2025年2月28日                 | 舞台                 | 劇団そとばこまち・エンターテインメント時代劇『幕末』                                                                | 音楽 | 坂田大地演出作品, 箕面市立文化芸能劇場, かめありリリオホール                         | 劇団そとばこまち, 彩羽真矢 など                                                                                   |
| 2025年4月4日                  | 美術展               | デザイナー紫藤尚世『匠の技と日本現代美の融合 〜丸帯〜紫藤尚世アートの世界』                                         | 音楽 | 東京タワー                                                                           | デヴィ・スカルノ, カイヤ など                                                                                     |
| 2025年6月8日                  | コンサート           | Sonar Pocket Live Tour 2025 ―手紙―                                                                                  | 制作協力 | 昭和女子大学人見記念講堂,大阪府立国際会議場                                          | Sonar Pocket |
| 2025年6月19日                 | コンサート           | 2025年日本国際博覧会「ARK 或ル世界（花譜, 森カリオペ）」                                                            | 歌唱曲「カルぺ・ディエム / 花譜」（作共曲・編曲）                                                                                          | 夢洲                                                                                 | 大阪ヘルスケアパビリオン                                                                                          |
| 2025年7月3日                  | ミュージカル         | Japan Expo Paris 2025『Purple Spiral』                                                                              | 音楽 | Parc des Expositions de Villepinte                                                   | Youth Theatre Japan                                                                                               |
| 2025年11月17日                | ミュージカル         | 病的船団（2025） | 音楽（高山康文と共同） | 鈴木洋平演出作品, AI・HALL（伊丹市立演劇ホール）                                     | |

### 映像音楽
| 公開年                         | 種別                        | タイトル                                                                                     | 担当                                                                               | 備考                                                                      | 出演者等                                                                                               |
| ------------------------------ | --------------------------- | -------------------------------------------------------------------------------------------- | ---------------------------------------------------------------------------------- | ------------------------------------------------------------------------- | --- |
| 2001年4月13日                  | テレビドラマ                | 昔の男                                                                                       | 主題歌『Endless sorrow / 浜崎あゆみ』（CMJKとの共同編曲）                          | TBS                                                                       | 藤原紀香, 大沢たかお, 黒谷友香, 加藤貴子, ふせえりなど                                                 |
| 2004年11月3日                  | 映画                        | 着信アリ                                                                                     | 『死の着信メロディ』『i love mom...』（作曲）                                      | 三池崇史監督作品, 東宝                                                    | 柴咲コウ, 堤真一, 吹石一恵, 石橋蓮司, 永田杏奈など                                                     |
| 2004年11月19日                 | 短編映画                    | マド（プラネット映画祭04入選作品）                                                           | 制作協力                                                                           | 藤大志監督作品, Visual Art Festival「CINE CAPSULE」                       | |
| 2004年11月19日                 | 短編映画                    | 武蔵野                                                                                       | 制作協力                                                                           | 中島典子監督作品, Visual Art Festival「CINE CAPSULE」                     | |
| 2004年12月13日                 | 短編映画                    | 702-602                                                                                      | 劇伴音楽                                                                           | 林知明監督作品                                                            | |
| 2005年2月5日                   | 映画                        | 着信アリ2                                                                                    | 『死の着信メロディ』（作曲）                                                       | 塚本連平監督作品, 東宝                                                    | ミムラ, 吉沢悠, 瀬戸朝香, ピーター・ホーなど                                                           |
| 2006年6月24日                  | 映画                        | 着信アリFinal                                                                                | 『死の着信メロディ』（作曲）                                                       | 麻生学監督作品, 東宝                                                      | 堀北真希, 黒木メイサ, 板尾創路, チャン・グンソクなど                                                   |
| 2006年10月6日                  | テレビドラマ                | 恋するユーレイ                                                                               | 主題歌『ゆずり葉 / 揺葉-YURIHA-』（作曲・編曲）, BGM（一部制作）                   | サンテレビ                                                                | 稲富菜穂, 石井 寛子, 栃下有沙, 中林大樹など                                                            |
| 2007年5月21日                  | 映画                        | ちん！                                                                                       | 劇伴音楽                                                                           | 林知明・吉村一風監督作品                                                  | |
| 2008年4月11日                  | 映画                        | 新・怪談『憑きまとい』『死人の手ざわり』                                                     | 制作協力                                                                           | 京極夏彦・山田誠二監督作品                                                | もりのくるみ, 赤神こだま, 藤崎小梅, 岩澤侑生子, 東田真理子など                                         |
| 2009年2月25日                  | 映画                        | 妖怪くノ一大戦争                                                                             | 制作協力                                                                           | 山田誠二監督作品                                                          | 五味龍太郎, 大野由加里, 木原浩勝, 森愛子など                                                           |
| 2010年4月29日                  | 映画                        | 矢島美容室 THE MOVIE 〜夢をつかまネバダ〜                                                    | 挿入歌『映画みたいな恋がしたい / 矢島美容室』（作曲）                              | 中島信也監督作品                                                          | 宮沢りえ, 黒木メイサ, 山本裕典, 柳原可奈子, KABA.ちゃん, 水谷豊, 松田聖子など                          |
| 2010年5月20日                  | ドラマ                      | 声感☆妄想彼氏                                                                                | 劇伴音楽                                                                           | BeeTV                                                                     | 小上裕通, 江川大輔, 新垣樽助, 細谷佳正, 安斉一博, 佐藤雄大, 水谷直樹など                               |
| 2011年5月14日                  | 映画                        | SHINSEKAI～あなたの愛を見つける街～（100周年記念）                                           | 主題歌『SHINSEKAI～あなたの愛を見つける街～ / Osaka 翔 Gangs』（作詞・作曲・編曲） | 吉村一風・林知明・岩昌司監督作品                                          | Osaka 翔 Gangs, 秋休など                                                                               |
| 2012年8月18日                  | ショートドラマ              | 超絶☆学園~未来へのSTEP~                                                                      | 挿入歌『明日へSTEP! / iDOL Street All Members』（作曲）                            | ウエマツヨシキ監督作品                                                    | SUPER☆GiRLSなど                                                                                        |
| 2012年11月10日                 | 映画                        | 悪の教典                                                                                     | 挿入歌『南風パヤパヤ / SUPER☆GiRLS』（作曲）                                       | 三池崇史監督作品, 東宝                                                    | 伊藤英明, 二階堂ふみ, 染谷将太, 山田孝之など                                                           |
| 2013年3月9日                   | 映画                        | あぁ...閣議                                                                                  | 主題歌『愛をチカラに / GOKIGEN SOUND』（藤末樹との共同編曲）                       | 沖縄国際映画祭出展作品                                                    | 山口智充, 木下ほうか, 酒井若菜, 堀内敬子, 田村亮, ルー大柴, 坂田利夫など                               |
| 2013年9月4日                   | 映画                        | ランナウェイ・ゲーム 逃走遊戯                                                                | 挿入歌『IBARA feat. Patxi Lopez / GAI◆YA+』（作曲・編曲）                          | 雨宮実監督作品                                                            | 桜のどか（アリス十番）, 神谷えりな（スチームガールズ）など                                             |
| 2013年11月28日                 | 映画                        | 幽鬼                                                                                         | 劇伴音楽（古屋美和との共同）, A&R                                                  | 岡本英郎監督作品                                                          | 藤江れいな（AKB48）, ゆいP（おかずくらぶ）など                                                         |
| 2013年11月30日                 | テレビドラマ                | Y・O・U やまびこ音楽同好会                                                                   | 挿入歌『宮津節』（編曲）                                                           | 関西テレビ                                                                | 桐谷健太, 中村ゆり, 菅田将暉, 桂ざこば, 大浦龍宇一, 金山一彦など                                       |
| 2014年4月11日                  | テレビドラマ                | マルホの女                                                                                   | 主題歌『やぶれかぶれ / 島谷ひとみ』（古屋美和との共同）                            | テレビ東京                                                                | 名取裕子, 麻生祐未, 宇梶剛士, LiLiCo, 高橋ひとみなど                                                   |
| 2014年4月14日                  | 映画                        | 優しさと泪と（第6回ラブストーリー映画祭「観客賞」受賞作品）                                  | 劇伴音楽（古屋美和との共同）, A&R                                                  | 佐々木友紀監督作品                                                        | 副島美咲, 飯島英幸, 広沢麻衣（バクステ外神田一丁目）, 山田ジェームス武など                             |
| 2014年4月23日                  | 映画                        | サイコギャンブラー破滅的遊戯                                                                 | 劇伴音楽（古屋美和との共同）, A&R                                                  | 山本淳一監督作品                                                          | 前田公輝, 内山麿我, パンチ佐藤, 加瀬信行, 上原璃奈など                                                 |
| 2014年5月19日                  | 映画                        | 地下の中心で愛を叫ぶ                                                                         | 劇伴音楽（古屋美和との共同）, A&R                                                  | 右田昌万監督作品                                                          | 鳥羽潤, 桃瀬美咲, 涙-NAMIDA-など                                                                       |
| 2014年9月15日                  | ドラマCD                    | 2chの呪い                                                                                    | 制作協力                                                                           | 岡本英郎監督作品                                                          | |
| 2015年9月28日                  | 紀行・情報番組              | 高田純次のじゅん散歩                                                                         | BGM（一部制作, ヴァイオリン演奏）                                                  | テレビ朝日                                                                | 高田純次など                                                                                           |
| 2015年11月14日                 | 映画                        | 丑刻二参ル                                                                                   | 劇伴音楽（古屋美和との共同）, A&R                                                  | 川松尚良監督作品                                                          | 小野塚勇人（劇団EXILE）, 恒吉梨絵, 大竹一重など                                                        |
| 2015年12月28日                 | バラエティ番組              | 人生で一番の質問                                                                             | テーマ曲『人生で一番のテーマ』（作曲・編曲）                                       | テレビ朝日                                                                | 松岡茉優, ケンドーコバヤシ, いとうせいこうなど                                                         |
| 2016年1月5日                   | バラエティ番組              | 秘密のグリーンルーム                                                                         | BGM（一部制作）                                                                    | テレビ朝日                                                                | |
| 2016年4月1日                   | スポーツ番組                | ゴルフシリーズ2016                                                                           | テーマ曲『Spectacular』（作曲・編曲）                                              | CSスカイA                                                                 | |
| 2016年4月4日                   | 情報番組                    | きよし・黒田の今日もへぇーほぉー                                                             | BGM（一部制作）                                                                    | 朝日放送（ABCテレビ）                                                     | 西川きよし, メッセンジャー黒田など                                                                     |
| 2016年4月7日                   | バラエティ番組              | お笑い演芸館                                                                                 | テーマ曲『お笑い演芸館テーマ曲』（作曲・編曲）                                     | BS朝日                                                                    | ナイツなど                                                                                             |
| 2016年7月5日                   | 情報番組                    | よ～いドン!                                                                                  | テーマ曲【いっちゃん高いもんHOW MUCH!? *銀シャリ】（一部制作, ヴァイオリン演奏）   | 関西テレビ                                                                | ハイヒール (お笑い), 松本伊代, 羽野晶紀, 円広志, 未知やすえなど                                        |
| 2016年9月27日                  | 映画                        | 深夜カフェ                                                                                   | 劇伴音楽（古屋美和との共同）, 制作協力                                             | 佐々木友紀監督作品                                                        | 春川恭亮, 富永沙織, 小野まりえ, 片山享, 馬場良馬など                                                   |
| 2016年11月18日                 | 映画                        | 幸福のアリバイ Picture                                                                       | 劇伴音楽（堀向直之, 冷牟田竜之との共同）                                           | テレビ朝日, 東映, 喜安浩平脚本 / 陣内孝則監督作品                         | 中井貴一, 柳葉敏郎, 大地康雄, 山崎樹範, 浅利陽介など                                                   |
| 2016年12月28日                 | テレビドラマ                | 緊Q不倫速報                                                                                  | 劇伴音楽・挿入歌                                                                   | テレビ朝日, 宇山佳佑脚本 / 本橋圭太演出作品                               | 安田顕, 祐真キキ, 阿部純子, 山本浩司, 津村知与支など                                                   |
| 2017年1月26日                  | バラエティ番組              | 日本人の3割しか知らないこと くりぃむしちゅーのハナタカ!優越館                                | BGM（一部制作）                                                                    | テレビ朝日                                                                | くりぃむしちゅーなど                                                                                   |
| 2017年9月30日                  | バラエティ番組              | 土曜の夜は尻上がり!「ピーチゃんねる」                                                        | オープニング『アラサーでララバイ / シリタガールズ』（作曲・編曲）                  | AbemaTV                                                                   | JOY, 平成ノブシコブシ吉村, みひろ, 倉持由香など                                                        |
| 2017年12月17日                 | テレビドラマ                | 日曜ワイド「電卓刑事」                                                                       | 劇伴音楽（中村佳紀との共同）                                                       | テレビ朝日, 東映, 安井国穂脚本 / 濱龍也監督作品                           | 高島礼子, 宅間孝行, 黒川智花, 山中聡, 螢雪次朗, 品川徹など                                             |
| 2018年1月21日                  | テレビドラマ                | 日曜ワイド「将軍刑事」                                                                       | 劇伴音楽                                                                           | テレビ朝日, 東映, 小峯裕之脚本 / 伊藤寿浩監督作品                         | 村上弘明, 笛木優子, 中村静香, 井上和香, 窪塚俊介, 山崎一, 松居直美, 阿南健治, 大和田獏など             |
| 2018年2月4日                   | テレビドラマ                | 日曜ワイド「欠点だらけの刑事」                                                               | 劇伴音楽                                                                           | テレビ朝日, 東映, 徳永友一脚本 / 近藤一彦監督作品                         | 小日向文世, 森口瑤子, 林家正蔵, 今野浩喜, 西尾まり, 大谷亮介, 高橋惠子, 土居志央梨, 比留間由哲など     |
| 2018年3月11日                  | テレビドラマ                | 日曜ワイド「刑事・横道逸郎」                                                                 | 劇伴音楽                                                                           | テレビ朝日, ViViA, 小峯裕之脚本 / 木川学監督作品                          | 高田純次, 清水美沙, 岡本玲, 林泰文, 冨家規政, ダンカン, 伊武雅刀など                                   |
| 2018年4月7日, 2022年12月6日〜  | インタビュー番組            | Fresh Faces 〜アタラシイヒト〜                                                               | 番組音楽                                                                           | キユーピー, BS朝日                                                        | サヘル・ローズなど                                                                                     |
| 2018年4月7日                   | 中央競馬バラエティー        | うまンchu                                                                                    | エンディング『VIVA JOY / VIVAJO8』（作曲・編曲）                                   | 関西テレビ放送                                                            | シャンプーハット, 浅越ゴエ, ミサイルマン, 月亭八光, かまいたちなど                                     |
| 2018年5月1日                   | 映画                        | 我が名は理玖（米国の「indieFEST」短編映画部門「Award of Excellence」受賞作品）               | 劇伴音楽                                                                           | 川松尚良監督作品                                                          | 木嶋のりこ, 大石稜久, 藤崎日菜子など                                                                   |
| 2018年7月4日                   | バラエティ番組              | 今ちゃんの「実は…」                                                                          | エンディング『クウネルガンバ / 三代目KONAMON』（作曲・編曲）                       | 朝日放送テレビ                                                            | 今田耕司, 月亭八方, サバンナ, 小籔千豊, シャンプーハットなど                                           |
| 2018年8月3日                   | 映画                        | レンタルファミリア                                                                           | 劇伴音楽（古屋美和との共同）                                                       | 夏目大一朗監督作品                                                        | 藤江れいな, 高崎翔太, 高山璃奈など                                                                     |
| 2018年9月5日                   | バラエティ番組              | 今ちゃんの「実は…」                                                                          | エンディング『Treasure / 西岡秀記』（編曲）                                        | 朝日放送テレビ                                                            | 今田耕司, 月亭八方, サバンナ, 小籔千豊, シャンプーハットなど                                           |
| 2019年2月10日                  | テレビドラマ                | 日曜プライム「庶務行員 多加賀主水が悪を断つ（江上剛原作）」                                  | 劇伴音楽                                                                           | テレビ朝日, メディアミックス・ジャパン, 深沢正樹脚本 / 今井和久監督作品   | 高橋克典, 夏菜, 寺田心, 風見しんご, 安座間美優, 加藤雅也, 笹野高史など                                 |
| 2019年11月17日                 | テレビドラマ                | ドラマスペシャル「庶務行員 多加賀主水（江上剛原作）」                                        | 劇伴音楽                                                                           | テレビ朝日, メディアミックス・ジャパン, 李正姫脚本 / 今井和久監督作品     | 高橋克典, 夏菜, 高島礼子, 風見しんご, 庄野崎謙, 仁科亜季子, 神保悟志など                               |
| 2020年2月7日                   | 映画                        | のうみん～三人の天草四郎～                                                                   | テーマ曲, BGM（一部制作）                                                          | 劇団そとばこまち作品                                                      | 彩羽真矢, 岩部彰(ミサイルマン), 高井俊彦など                                                           |
| 2020年2月14日                  | 映画                        | 霊犬戦士ハヤタロー〜伊那谷幽玄の戦い                                                         | 劇伴音楽, 音響効果, MA                                                             | 岡本英郎脚本監督作品                                                      | 永瀬真悠, 佐藤永典, 鳥羽潤, 大久保ノブオ, 古谷敏, 堀田眞三など                                         |
| 2020年2月16日                  | テレビドラマ                | ドラマスペシャル「庶務行員・多加賀主水4（（江上剛原作））」                                  | 劇伴音楽                                                                           | テレビ朝日, メディアミックス・ジャパン, 岡崎由紀子脚本 / 今井和久監督作品 | 高橋克典, 夏菜, 高島礼子, 風見しんご, 庄野崎謙, 仁科亜季子, 神保悟志など                               |
| 2020年3月23日                  | テレビドラマ                | 4夜連続スペシャルドラマ「パナウル王国物語」                                                  | 主題歌『おかえり / やなわらばー』（作曲）                                          | 琉球朝日放送, 町龍太郎/平一紘脚本作品                                     | 西平寿久, 西平孝架, 大城優紀, 楚南勇馬, 真栄城美鈴, 津波竜斗, 神崎英敏 など                            |
| 2020年9月24日                  | テレビドラマ                | ドラマスペシャル「庶務行員・多加賀主水5（（江上剛原作））」                                  | 劇伴音楽                                                                           | テレビ朝日, メディアミックス・ジャパン, 安井国穂脚本 / 今井和久監督作品   | 高橋克典, 夏菜, 高島礼子, 風見しんご, 水沢エレナ, 仁科亜季子, 三吉彩花, 左時枝, 渡辺裕之, 螢雪次朗など |
| 2020年10月9日, 2022年12月6日〜 | ドキュメンタリー            | つながる絵本〜for SDGs〜                                                                     | テーマ曲「essential 〜未来エール〜」                                               | BS朝日                                                                    | 新津ちせなど                                                                                           |
| 2020年11月13日                 | 映画                        | タイトル、拒絶                                                                               | 挿入歌『クウネルガンバ / 三代目KONAMON』（作曲・編曲）                             | 山田佳奈監督・脚本作品                                                    | 伊藤沙莉, 恒松祐里, 佐津川愛美, 片岡礼子, 田中俊介, 般若, でんでん など                                |
| 2021年5月6日                   | 報道番組 / 情報番組         | みみよりライブ 5up!                                                                          | BGM（一部制作）                                                                    | 広島ホームテレビ                                                          | 小嶋沙耶香, 榮真樹, 廣瀬隼也, 松本裕見子, 渡辺美佳など                                                 |
| 2021年5月13日                  | 配信ドラマ                  | 48日後に結婚します。                                                                         | イメージソング『童話 / 七穂』（編曲）                                              | 永田琴監督作品, Amazonプライム                                            | 板野友美, 古川雄輝, 景井ひな, 小島瑠璃子, 矢野聖人, 森慎太郎(どぶろっく), 高橋努 など                  |
| 2021年9月22日                  | テレビドラマ                | ドラマスペシャル「欠点だらけの刑事」                                                         | 劇伴音楽                                                                           | テレビ朝日, 東映, 櫻井剛脚本 / 近藤一彦監督作品                           | 小日向文世, 森口瑤子, 工藤阿須加など                                                                   |
| 2021年10月2日, 2022年12月6日〜 | 教養番組 / ドキュメンタリー | 日本のチカラ                                                                                 | テーマ曲『Kaze / 相知明日香』（共作曲・編曲）                                      | 民間放送教育協会                                                          | |
| 2022年1月1日                   | テレビドラマ                | TELASAスペシャルドラマ「デキないふたり」                                                     | テーマ曲「Glare（作曲・編曲）」                                                    | テレビ朝日, ザフール, 大北はるか脚本 / 湯浅弘章監督作品                   | 山本舞香, 板垣瑞生, 塩野瑛久, 高野洸, 野呂佳代など                                                     |
| 2022年1月24日                  | テレビドラマ                | 月曜プレミア8「さすらい署長風間昭平スペシャル 塩屋岬いわき殺人事件」                         | エンディングテーマ「夢花涙雨〜フラ女将の唄 / Yammy*」（編曲）                      | テレビ東京, 黒木久勝脚本 / 本田隆一監督作品                               | 北大路欣也, 中山優馬, 足立梨花, 大後寿々花, 勝野洋など                                                 |
| 2022年2月15日                  | PR動画                      | 寝屋川市制施行70周年記念動画 《NEYAGAWA ORIGINS》」」                                        | 音楽                                                                               | 寝屋川市                                                                  | まみたすなど                                                                                           |
| 2022年12月1日                  | PR動画                      | ユニバーサル・スタジオ・ジャパン 「コーポレート・マーケティング・パートナーズ（NO LIMIT!）」 | 音楽                                                                               | ユニバーサル・シティウォーク大阪                                          | アート引越センター, コカ・コーラ, 大和ハウス工業, 日本航空, ジェーシービー, JTB, 日本生命保険など      |
| 2023年1月27日                  | PR動画                      | 市制施行45周年記念「八幡市観光PR動画」                                                       | 音楽                                                                               | 八幡市                                                                    | 梅田ブルク7, 大阪駅, 京都駅, 京橋駅 (大阪府), 松花堂美術館など                                         |
| 2023年3月13日                  | 映画                        | キョンシー〜南箕輪村の反魂符〜                                                               | 劇伴音楽（古屋美和との共同）・挿入歌                                               | 南箕輪村, 夏目大一朗監督作品                                              | 仲本工事, スギちゃん, 竹内詩乃, 小林星蘭, 上西雄大など                                                 |
| 2023年6月3日                   | 教育番組                    | こどもちょうせんバラエティ・いろりろ                                                         | 童謡コーナー                                                                       | 讀賣テレビ放送                                                            | OCTPATHなど                                                                                            |
| 2023年10月23日                 | テレビドラマ                | 家政夫のミタゾノ                                                                             | 挿入歌『私は絶叫！ / 佐々木李子』（作曲・編曲）                                    | テレビ朝日, 八津弘幸脚本作品                                              | 松岡昌宏, 伊野尾慧, 桜田ひより, 前田美波里, パパイヤ鈴木など                                           |
| 2024年7月15日                  | 配信ドラマ                  | デリバリー配達員の逆転人生                                                                   | 挿入歌『忘れない！ / 風弦』（編曲）                                                | Wu Le, XU ERSHAN脚本作品                                                  | 安孫子宏輔, 水瀬紗彩耶, 水橋研二, つぶやきシローなど                                                   |
| 2024年9月7日                   | バラエティ番組              | BEAT CITY JAPAN 2024                                                                         | テーマ曲 feat.Momimaru                                                             | ABEMA                                                                     | EX THEATER ROPPONGIなど                                                                                |
| 2024年10月5日                  | 教養番組 / ドキュメンタリー | 日本のチカラ                                                                                 | テーマ曲『ひまわりに包まれた日 / 相知明日香』（共作曲・編曲）                      | 民間放送教育協会                                                          | |
| 2025年2月4日                   | テレビドラマ                | 家政夫のミタゾノ                                                                             | 劇中歌（作曲・編曲）                                                               | テレビ朝日                                                                | 松岡昌宏, 伊野尾慧, 久間田琳加, 平田敦子, しゅはまはるみなど                                           |
| 2025年4月5日〜                 | インタビュー番組            | Fresh Faces 〜アタラシイヒト〜                                                               | 番組音楽                                                                           | キユーピー, BS朝日                                                        | 彩風咲奈など                                                                                           |

### 番組BGM
| 公開日         | タイトル                            | 担当 | 主催                         | 備考                                                        |
| -------------- | ----------------------------------- | --- | ---------------------------- | ----------------------------------------------------------- |
| 2016年10月25日 | World Ethnic ～Celtic & Irish～     | BABEL（作曲・編曲）, Harvest Festival（作曲・編曲）, Irish Pub（古屋美和との共同作曲・共同編曲） | フジパシフィックミュージック |                                                             |
| 2016年12月25日 | WABI-SABI Vol.2                     | お月見どろぼう（作曲・編曲）, 京の里山（古屋美和との共同作曲・共同編曲） | フジパシフィックミュージック |                                                             |
| 2018年6月25日  | ザ・ワイドショー Vol.2              | Happy Exciting（作曲・編曲）, It's a joke!（作曲・編曲）, Escobilla（作曲・編曲）, まちぼうけ（作曲・編曲） | フジパシフィックミュージック |                                                             |
| 2018年11月25日 | WABI-SABI Vol.5                     | おくりび（作曲・編曲）, 茶巾花房（小松健祐との共同作曲・共同編曲）, 恋一路（作曲・編曲） | フジパシフィックミュージック |                                                             |
| 2019年5月25日  | ザ・バラエティ Vol.3                | おれら陽気なポンスカピー（作曲・編曲）, ドタバタ大作戦（小松健祐との共同作曲・共同編曲）, バイオレンスアトラクション（作曲・編曲）, お笑いジュークボックス（小松健祐との共同作曲・共同編曲）                                                                                     | フジパシフィックミュージック |                                                             |
| 2019年10月25日 | Trick or Treat                      | The 悪魔の音楽（綿貫正顕との共同作曲・共同編曲）, Urameshiyaaa...（作曲・編曲）, モンスターキャットカーニバル（作曲・編曲）, バアルの恵み（作曲・編曲）, 怪奇666（綿貫正顕との共同作曲・共同編曲）                                                                               | フジパシフィックミュージック |                                                             |
| 2020年1月25日  | Earth 〜Scene1〜                    | DREAM LIGHTS（作曲・編曲）, EARTH MUSIC（作曲・編曲）, The Greatest Nature（作曲・編曲） | フジパシフィックミュージック | TAM（ヴァイオリン）                                         |
| 2020年4月25日  | PerForm the ViNtage                 | Good Brunch（作曲・編曲）, The Symphony of 2020（作曲・編曲）, SUPER EXPRESS（作曲・編曲）, HINDI DREAM（作曲・編曲） | フジパシフィックミュージック | 相知明日香（ヴァイオリン）                                  |
| 2020年7月25日  | ザ・バラエティ Vol.4                | ROCK THE CITY（作曲・編曲）, Shall We Swing♪（作曲・編曲）, 曲者じゃー!!（作曲・編曲）, まいどおおきにっ!（作曲・編曲）, JAPANESE STYLE（作曲・編曲） | フジパシフィックミュージック |                                                             |
| 2020年10月10日 | 仲本工事のありがと〜ね〜            | テーマ曲, BGM（作曲・編曲） | YouTube                      |                                                             |
| 2020年12月13日 | コロッケの旅うた                    | テーマ曲, BGM（編曲） | ぴあライブストリーム         |                                                             |
| 2021年1月25日  | Daily Routine Vol.1                 | 朝活BEAT（作曲・編曲）, 働き蜂のブルース（作曲・編曲）, 燻の酔いどれ横丁（作曲・編曲） | フジパシフィックミュージック |                                                             |
| 2021年4月25日  | PerForm the ViNtage Vol.2           | くらしの音楽（作曲・編曲）, Great Conjunction（作曲・編曲）, ジャックローズ（作曲・編曲）, 炎のヴァイオリンダンス（作曲・編曲） | フジパシフィックミュージック | 相知明日香（ヴァイオリン）                                  |
| 2021年7月25日  | グルメバラエティ                    | 小籠包（作曲・編曲）, 我流菜菜（作曲・編曲）, 辛撃の挑戦者（作曲・編曲）, スーパーホアジャオカイエンペッパー（綿貫正顕との共同作曲・共同編曲） | フジパシフィックミュージック |                                                             |
| 2022年3月25日  | Groove to Improve                   | Junk music（作曲・編曲）, Sunset Beach（作曲・編曲）, Get ready to go out（作曲・編曲） | フジパシフィックミュージック |                                                             |
| 2022年5月25日  | ザ・バラエティ Vol.5                | LOVERY CABARET（作曲・編曲）, Oggi & Domani（作曲・編曲）, CHAOS（作曲・編曲）, YABAI MAXX（作曲・編曲） | フジパシフィックミュージック |                                                             |
| 2022年6月1日   | 聴漫才                              | 聴漫才のテーマ（編曲）, 超漫才の出囃子（編曲） | Spotify, 吉本興業            | トニーフランク                                              |
| 2022年7月1日   | 歌ってみた甲子園                    | ラジオCM「くーべるちゅーる」（綿貫正顕との共同作曲・共同編曲） | 文化放送                     | 恋犬ちわこ                                                  |
| 2022年11月1日  | 聴漫才2                             | 聴漫才のテーマ（編曲）, 超漫才の出囃子（編曲） | Spotify, 吉本興業            | トニーフランク                                              |
| 2022年12月29日 | 名曲！ジェネチェンFES               | 制作協力 | フジテレビ                   | 松嶋尚美, EXIT (お笑いコンビ), 藤本敏史, 古川優奈, アンミカ |
| 2023年4月30日  | こどもちょうせんバラエティ いろりろ | 「おくちたいそう」「ねこふんじゃった」「おにのパンツ」「きらきらぼし」「犬のおまわりさん」「やぎさんゆうびん」「あいあい」「ゆきやこんこん」「いとまきのうた」「いろりろのテーマソング」「あめふり」「きしゃぽっぽ」「いろりろのテーマソング（盆踊り）」「やきいもグーチーパー」 | 讀賣テレビ放送               | OCTPATH                                                     |

### 市町村歌・学校
- 日本橋「日本橋ストリートフェスタの歌（10周年記念）」*ネップシスターズ
- 九条「KUJOHわっしょい」「にゃいんちゃん節」*ナインモール九条商店街
- 白河市「君のもとへ」「白河市民歌・このまちがすき」「白河市立大信小学校校歌」*Yammy
- いわき市「夢花涙雨―フラ女将の唄」*フラ女将, Yammy
- 和泉市「いずみの国生まれコダイくんロマンちゃん」*春奈佑果
- 明石市「海沿いの街で（明石市市民祭りオフィシャルソング）」「あかし玉子焼のうた（B-1 グランプリ）」*羽越カレン
- 松原市「松原わっしょい」*MTBR33
- 神戸市「One Thing（Kobe Love Portみなとまつりオフィシャルソング）」*チーム・マイナス6％
- 京都市『介護・福祉の仕事』応援ソング「it's my pleasure!」*Yammy
- 大阪医療センター栄養サポートチーム「NST〜あなたをサポート〜」（編曲）
- 関西大倉高校「関西大倉学園校歌・吹奏楽（創立100周年記念）」（編曲）
- キッズガーデン自由が丘「旅たちと共に（田中恵介との共作）」
- 一般社団法人 AFRICA4.0FOUNDATION「TEWOARAOU ～手をあらおう～‘Africa子どもサミット2020 テーマソング’」（制作協力）*IYCO
- 久木野村「ずっと見ているよ」（編曲）*Yammy
- 小浜市「わたしたちの大切な場所（宮川小学校）」（編曲）*日浦孝則
- 岡山県総社商工会議所「So-ja!パンわーるどの歌」（編曲）*嘉門タツオ
- 小田原市「ミナカ小田原」*英哲風雲の会 & AUN J-CLASSIC ORCHESTRA
- 大阪市「大阪テーマパークプロジェクト」「大阪テーマパーククルーズin中之島2021」
- 寝屋川市「寝屋川市制施行70周年記念動画 《NEYAGAWA ORIGINS》」
- 八幡市「市制施行45周年記念・八幡市観光PR動画」
- 道頓堀「夢洲音頭〜大阪・関西万博応援音頭〜（道頓堀盆おどりインターナショナル2022） *Osaka 翔 Gangs
- 日光市「東急ハーヴェストクラブ鬼怒川渓翠」
- 周南市「レノファ山口・レノ丸のうた」*RION
- 石垣島「JTAプレゼンツ・美ら星の歌（南の島の星まつり2023）」*東里梨生（やなわらばー）
- 東京都「豊洲 千客万来」*中村獅童
- 因島「広島県尾道市」*はっさくんの歌「839-81」（編曲）
- 泉南市「大阪府」*MV
- 長浜市「滋賀県」*湖国フィールドミュージアム
- 中野市「信州なかのバラまつり2024」「Rosy」*相知明日香（共同作曲・編曲）

### その他
- May J.「Imperfection」（Creative Thanx）
- Little Glee Monster
- マーク・パンサー「GET ON UP feat.MIYA&MADDY」
- PiGU「ザ・アイドロイド」
- PARLISH, ViVid Rookies,  煌めき☆アンフォレント, HULA O KAPIOLANI & Tomi Isobe「Goodmorning ALOHA」
- 石上さゆり「出世坂」
- やしきたかじん「TAKAJIN remix ALBUM vol.1（未公開コンサート映像）」
- BLACKSWAN「BLACK DOG」「I LOVE YOUR HEART」「Once upon a time」（制作協力）
- 宮下舞花「絆（藤末樹との共作詞）」
- nude, 岸本早未, Twenty4-7, ジャニーズJr.（ライヴ用音楽制作）
- 和紗「Note to God」at 新風館 LIGHTING CEREMONY（2010）（編曲）
- 昭和メンテナンス株式会社「family」（編曲）
- コンラッド大阪「Matterport Explore 3D Space SKYART 創空美　-Alessandro de Bellegarde-」（音楽）
- グランフロント大阪「ピンポン・パンプキンショー（2014）」「SOCIO」「GRAND WISH CHRISTMAS（2015）」（音楽）
- かしいかえんシルバニアガーデン x NAKED「FLOWER Night CIRCUS - Ride On The Star!（2018）」（編曲）
- チーム・選手応援歌「大阪エヴェッサ」「明石レッドソルジャーズ『スタートライン』*羽越カレン」「千葉ロッテマリーンズ」「FC大阪『Winner』*AACHI」「LakeForce（滋賀県U15バスケットボールクラブチーム）『Don't give up‼︎』*北村來嶺彩」「ボーイズリーグ（日本少年野球連盟）『息吹』*Osaka翔Gangs」
- メロディカード
  - 「ようかいランタン」「立体野球場」「立体サッカースタジアム」「テニスラケット」「戦国武将ホラ貝の音と武将の声」「和風メロディカード型抜き鼓」「初夏～暑中見舞い～島唄～ポチと沖縄の海」「暑中見舞い～夏の甲子園～野球場」「スポーツカー Christmas card」「アナウンスと飛行機の音と♪Winter Wonderland」（サンリオ）
- 吹き替え「名探偵ミレット（OP曲）（ディズニー・チャンネル）」「爆笑!シアター・パコーン（ディズニーXD）」「トゥカ&バーティー（Netflix）」（制作協力）
- アニメ『うちの3姉妹-おかわりぱれたい』『たまごっち!』『変形少女（ディー・エル・イー）』
- ゲーム
  - 「FORTUNE ARTERIAL（Ultra Violetとして参加）」「夜明け前より瑠璃色な（Ultra Violetとして参加）」「遙かなる時空の中で5（BALLIONAIRE MAFIAとして参加）」「幻奏童話 ALICETALE」「Zynga Japan（ジンガジャパン）株式会社」「GuitarFreaksXG3 & DrumManiaXG3」「jubeat copious」「太鼓の達人・ちびドラゴンと不思議なオーブ」「太鼓の達人・wii超ごうか版」「Dance Dance Revolution」「激次元タッグ ブラン+ネプテューヌvsゾンビ軍団」「8 beat Story♪」「IDOL FANTASY -アイドルファンタジー-（スクウェア・エニックス）」
- ストリートグラフィティロールプレイ「Living the dream」
- パチンコ「CR着信アリ（藤商事）」「楽園（浜友A.L.）」
- ラジオ『ドリームエンターテインメントクリエイター・松田純一の我流J@PANポッドキャスト』
- 出演
  - 『吉田豪のアイドル伝説の第2回』『YabUstreamZ / Ustream』『Garyu's LOHAS tv / YouTube』『musicるTV「ミリオン連発音楽作家塾」・『ガチなんです!ヒット曲には売れる理由が必ずあるんです!～多田慎也・松田純一スペシャルワークショップ～ / テレビ朝日ミュージック』『愛踊祭2017～あいどるまつり～国民的アニメソングカバーコンテスト !!（審査員）/ テレビ朝日』『金曜★ロンドンハーツ』 / 『声〜あなたと読売テレビ』 / 『アッコにおまかせ!』
- 書籍
  - 『ウケる!作曲入門 ~心に残る曲を作るテクニック~/ヤマハミュージックメディア』『Gekkayoプロデュース J-POP作詞術のウラ技☆オモテ技/シンコーミュージック・エンタテイメント』『ヒロインたちのうた/音楽出版社』
- ドキュメンタリー『世の中で必要なすべての音を作ることができます【The Documentary of Junichi Matsuda】』